# Gerald Ford

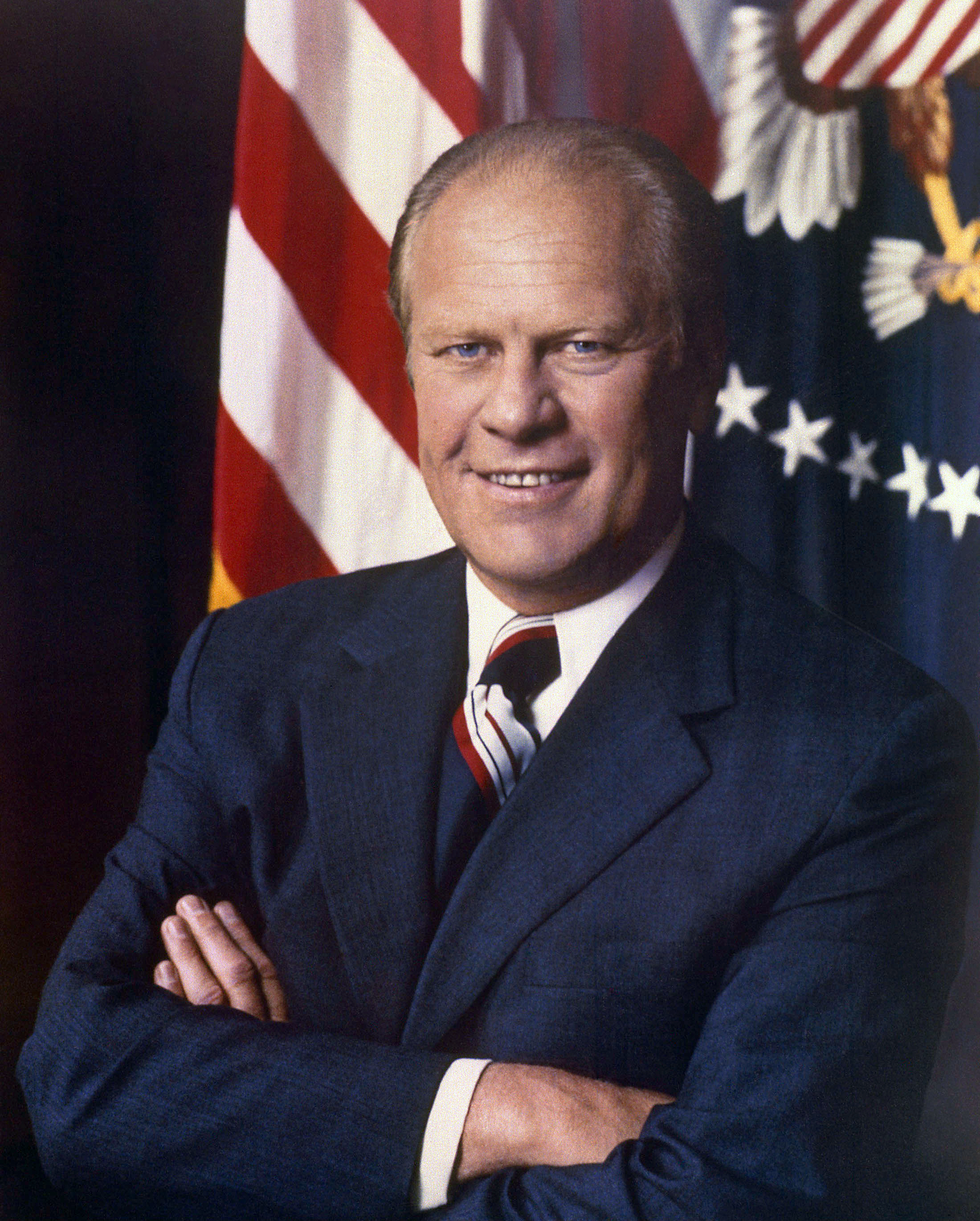
Gerald Ford, 1974

Gerald Rudolph Ford Jr. (* 14. Juli 1913 in Omaha, Nebraska; † 26. Dezember 2006 in Rancho Mirage, Kalifornien; geboren als Leslie Lynch King Jr., nach Adoption umbenannt) war von 1974 bis 1977 der 38. Präsident der Vereinigten Staaten. Er war Mitglied der Republikanischen Partei und wurde 1965 Fraktionsvorsitzender (Minority Leader) seiner Partei im Repräsentantenhaus, dem er von 1949 bis 1973 angehörte.
Nach dem Rücktritt von Vizepräsident Spiro Agnew am 10. Oktober 1973 nominierte Präsident Richard Nixon Ford als seinen neuen Vizepräsidenten. Der Senat stimmte dem am 27. November zu, das Repräsentantenhaus am 6. Dezember. Im August 1974 trat Präsident Nixon im Zuge der Watergate-Affäre zurück. Ford wurde auf diese Weise Präsident, und zwar als einziger, der weder als Präsidentschaftskandidat noch als Vizepräsidentschaftskandidat durch das Wahlmännerkollegium gewählt wurde. Die Präsidentschaftswahl im November 1976 verlor er in einer knappen Entscheidung gegen den Demokraten Jimmy Carter. Fords Präsidentschaft endete am 20. Januar 1977. Seine 895 Tage währende Präsidentschaft ist die kürzeste aller US-Präsidenten, die nicht im Amt verstorben sind.

## Leben

### Frühe Jahre

#### Kindheit und Ausbildung

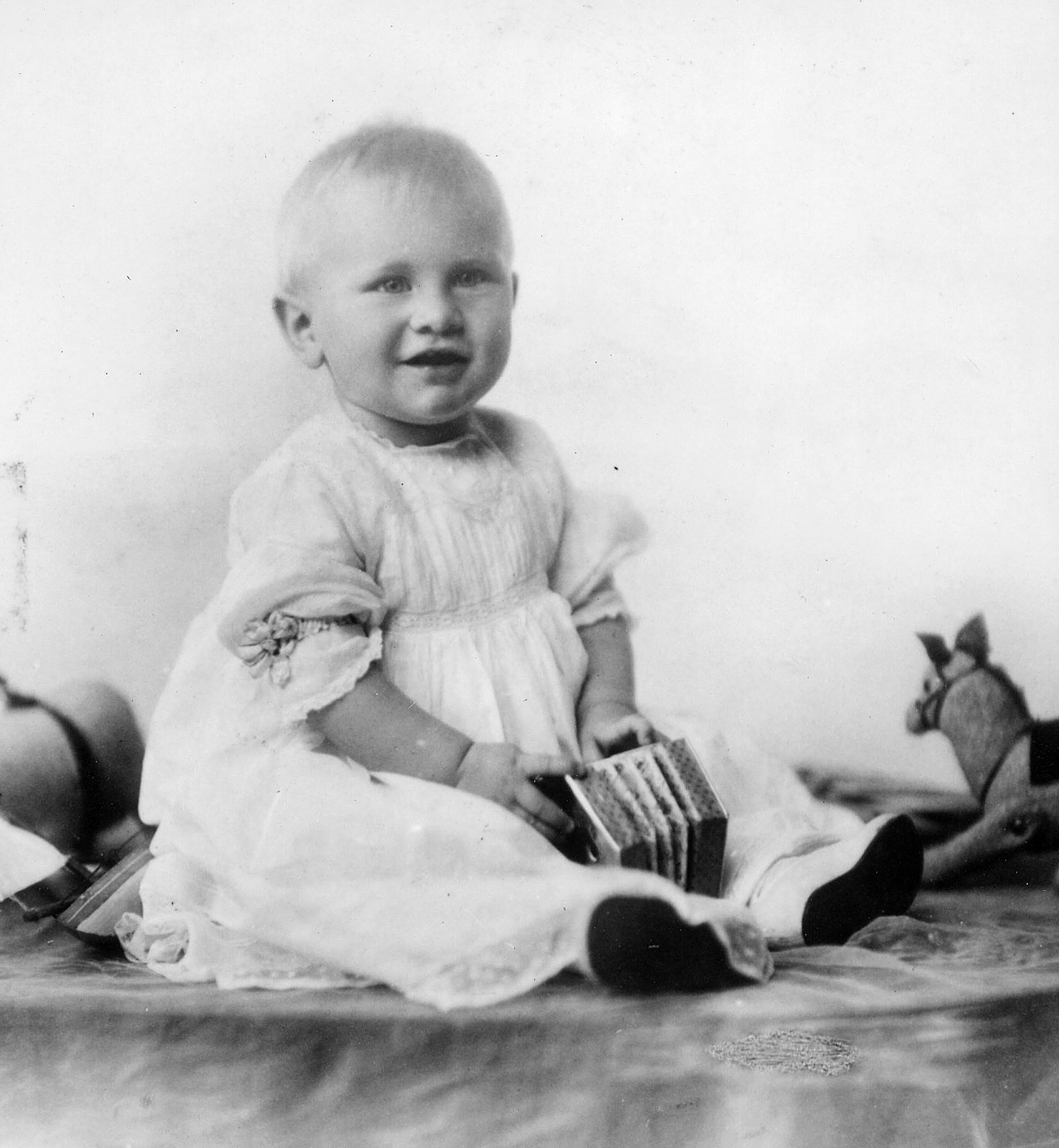
Ford als Kleinkind 1914

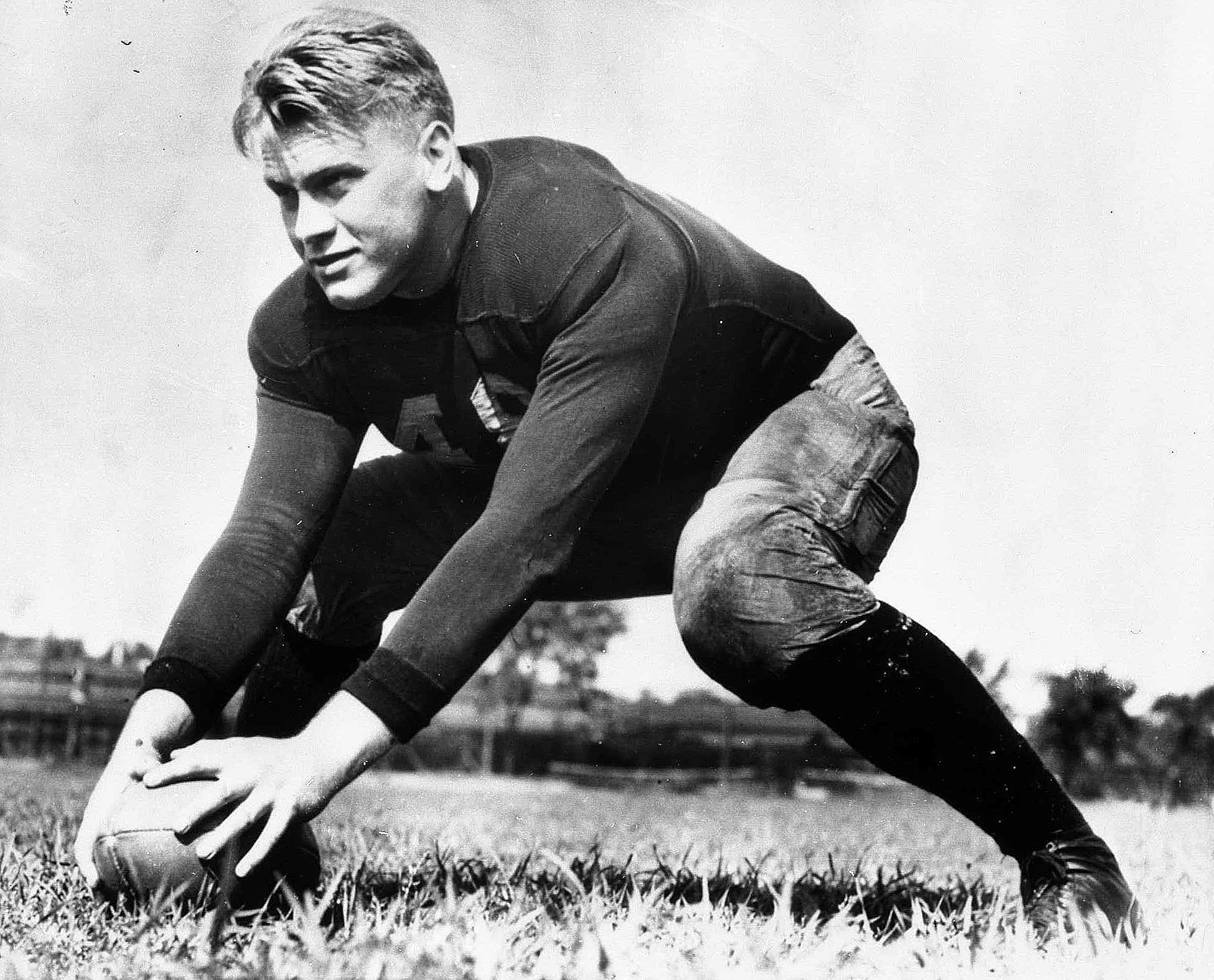
Ford als Football-Spieler an der Universität von Michigan im Jahr 1933

Gerald Rudolph Ford wurde am 14. Juli 1913 als Leslie Lynch King in Omaha im US-Bundesstaat Nebraska geboren. Benannt wurde er nach seinem leiblichen Vater Leslie Lynch King Sr. Seine Mutter Dorothy Ayer Gardner trennte sich jedoch wenige Wochen nach der Geburt vom Vater, der an Alkoholismus litt und seine Frau schlug. Nach der Trennung zog Dorothy mit ihrem Sohn zeitweise nach Illinois zu ihrer Schwester und deren Ehemann. Später siedelte sie nach Grand Rapids in Michigan um, wo sie mit dem Sohn zunächst bei ihren Eltern unterkam. Die Ehe von Dorothy Gardner mit Leslie Lynch King wurde im Dezember 1913 offiziell geschieden. Bis zu seinem Tode im Jahr 1930 bezahlte der Großvater väterlicherseits Charles Henry King Unterhalt an Dorothy.
In Grand Rapids lernte Dorothy Gardner Gerald Rudolff Ford kennen, den sie im Jahr 1917 heiratete. Ford arbeitete als Verkäufer in Grand Rapids im Familienbetrieb seiner Eltern für Farben und Lacke. Nach der Heirat adoptierte Ford den jungen Leslie Lynch King, der daraufhin den Namen des Stiefvaters annahm. Aus Fords Ehe mit Dorothy gingen drei weitere Söhne hervor: Thomas Gardner Ford (1918–1995), Richard Addison Ford (1924–2015), und James Francis Ford (1927–2001). Die Schreibweise seines Mittelnamens änderte Ford später selbst von Rudolff in Rudolph. Mit seinem Stiefvater kam Ford gut zurecht. Über ihn sagte er später: „Mein Stiefvater war eine großartige Person und meine Mutter genauso wunderbar“ („My stepfather was a magnificent person and my mother equally wonderful“). Zu seinem leiblichen Vater, der 1941 starb, hatte er mit Ausnahme einer Begegnung als Jugendlicher keinen weiteren Kontakt mehr.
In Grand Rapids besuchte der junge Ford eine Highschool, die er 1931 als einer der besten seines Jahrgangs abschloss. Besonders Interesse zeigte „Jerry“, wie er genannt wurde, an Geschichte und Politik. Nach dem Abschluss der Highschool studierte er zunächst an der University of Michigan Wirtschaftswissenschaften. Nach Abschluss in diesem Studienfach lehnte Ford ein Jobangebot bei einem Unternehmen in Grand Rapids ab, um – ebenfalls an der University of Michigan – Rechtswissenschaften zu studieren. 1938 wechselte er an die Yale University, wo er sich schon 1935 einmal vergeblich um einen Studienplatz beworben hatte. Dort machte Ford 1941 seinen Bachelor und galt erneut als einer der besten seines Jahrgangs. Sein Studium finanzierte Ford größtenteils durch diverse Nebenjobs, unter anderem als Kellner in einem Restaurant. Während seiner Zeit am College und Universität war er begeisterter Football-Spieler, wo er zwischen 1932 und 1935 an mehreren Meisterschaften teilnahm. Ford, der meist in der Position Center spielte, war unter seinen Mannschaftskollegen als zuverlässig geschätzt und galt als einer der besten Spieler des Teams. 1935 nahm er zeitweise auch einen Job als Football-Trainer an. Ford blieb zeit seines Lebens interessiert an Football und besuchte auch während seiner politischen Karriere regelmäßig Spiele.

#### Berufliche Tätigkeit und Zeit in der Navy

Ford als Marineoffizier der US Navy, 1945

Nach dem Abschluss des Studiums kehrte Ford Anfang 1941 nach Grand Rapids in Michigan zurück und eröffnete gemeinsam mit einem Freund Philip Buchen eine Anwaltskanzlei. Dort war er jedoch nur für wenige Monate tätig. Nach dem japanischen Angriff auf Pearl Harbor im Dezember 1941 meldete er sich freiwillig zum Dienst bei der United States Navy. Im April 1942 wurde er zum aktiven Dienst herangezogen und nach einem Monat Training zunächst in North Carolina stationiert. Dort fungierte er als Ausbilder für neueingeschriebene Wehrpflichtige sowie als Trainer für diverse Sportarten, die an der Militärbasis gespielt wurden. Im Frühjahr des Jahres 1943 trat er dann in den aktiven Dienst an Bord der Monterey, die in den Pazifik verlegt wurde. Dort nahm Ford, der wenige Monate zuvor zum Lieutenant befördert wurde, auch an aktiven Kampfhandlungen gegen das Kaiserreich Japan auf hoher See teil. Insgesamt gewann seine Einheit dort zehn Gefechte. Zu einer lebensbedrohlichen Situation kam es während dieser Zeit aber nur ein einziges Mal im Dezember 1944, als Ford aufgrund schlechten Wetters im Taifun Cobra beinahe von Deck des Schiffs gespült worden wäre. Während des Sturms verloren mehr als 800 Matrosen ihr Leben und drei US-Kreuzer gerieten in Seenot. Die Monterey wurde nach dem Sturm als untauglich für den weiteren Dienst eingestuft und Ford kehrte damit in die Vereinigten Staaten zurück. Stationiert in Kalifornien übernahm er erneut eine Tätigkeit als Ausbilder und American-Football-Trainer. Nach dem Ende des Zweiten Weltkrieges wurde Ford im Oktober 1945 zum Lieutenant Commander befördert. Im Frühjahr 1946 schied er auf eigenen Wunsch aus der Navy aus und erhielt mehrere militärische Auszeichnungen wie die Bronze Star Medal. Danach war er bis zu seinem Einstieg in die Politik wieder als Anwalt tätig.

#### Heirat und Freimaurerei

Gerald und Betty Ford, 1948

Gerald und Betty Ford heirateten am 15. Oktober 1948 in der Grace Episcopal Church in Grand Rapids. Aus der Ehe entsprangen vier Kinder:
- Michael Gerald Ford (* 1950), Seelsorger
- John Gardner „Jack“ Ford (* 1952), Journalist und PR-Berater
- Steven Meigs Ford (* 1956), Schauspieler und Rodeoreiter
- Susan Elizabeth Ford Vance Bales (* 1957), Fotografin

Im Jahr 2005 waren die Fords siebenfache Großeltern.
Ford wurde am 3. September 1949 in die Freimaurerloge Malta Lodge No. 465 in Grand Rapids aufgenommen, zusammen mit seinen drei Halbbrüdern. Den Gesellengrad und Meistergrad verlieh man ihm in der Columbia Lodge No. 3 in Washington, D.C. am 20. April und 18. Mai 1951. Am 26. September 1962 wurde ihm in der Musikakademie in Philadelphia der 33. und höchste Grad des Souvereign Grand Inspector General des Alten und Angenommenen Schottischen Ritus (A.A.S.R.) verliehen, des am weitesten verbreiteten Hochgradsystems der Freimaurerei. Zugleich wurde er zum Ehrenmitglied des Supreme Council im A.A.S.R. Nördliche Jurisdiktion ernannt. Auf der Jahrestagung des DeMolay-Ordens, einer Jugendorganisation der Freimaurerei, vom 6. bis 9. April 1975 wurde Ford einstimmig zum aktiven Mitglied und zum Großmeister im Ehrenamt des International Supreme Council gewählt. Diesen Posten hatte er bis Januar 1977 inne, als man ihn zum Ehren-Alt-Großmeister ernannte. Seine Familie hatte ein Ferienhaus in Beaver Creek.

### Politischer Aufstieg

#### Wahl und erste Jahre im US-Kongress

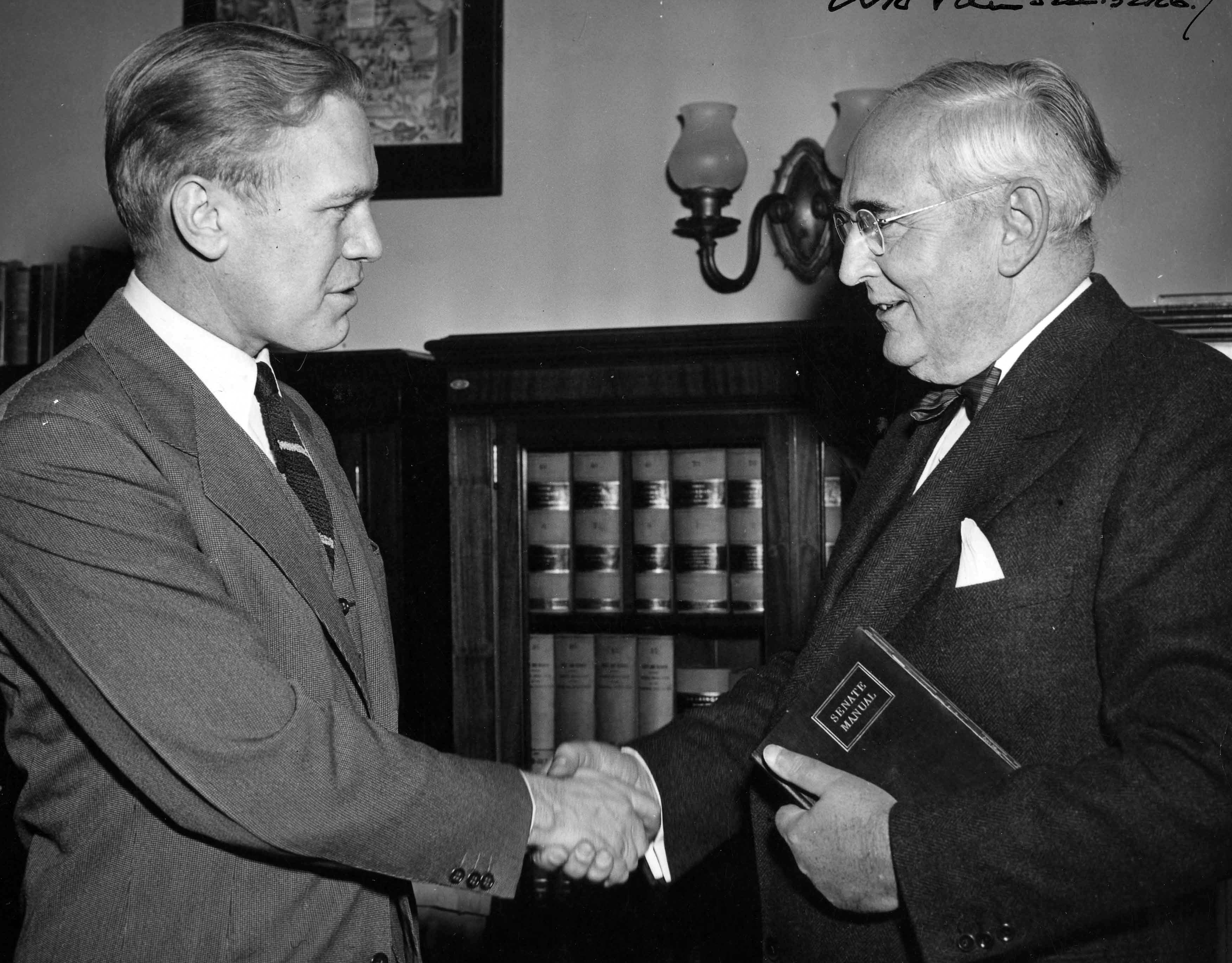
Der neu gewählte Abgeordnete Ford (links) wird 1949 im Kapitol von Senator Arthur H. Vandenberg begrüßt

Vor seinem Dienst bei den Streitkräften neigte Ford eher dem isolationistischen Flügel der Republikaner zu, der insbesondere in den Jahren vor dem Zweiten Weltkrieg beträchtlichen Einfluss hatte. Das militärische Engagement änderte jedoch Fords Sicht auf die Weltpolitik und er trat folgend für eine dem Internationalismus verpflichtete Außenpolitik ein. Nach seiner Rückkehr in die Heimat begann er sich zunehmend auf lokaler Ebene bei den Republikanern einzubringen. Im Jahr 1947 leitete Ford eine republikanische Organisation namens Home Front, die sich für Verwaltungsreformen in seiner Heimatstadt Grand Rapids einsetzte. Bei den Kongresswahlen im folgenden Jahr kandidierte er für das Repräsentantenhaus. Da der fünfte Bezirk in Michigan, für den Ford antrat, eine Hochburg der Republikaner war, wurde die parteiinterne Vorwahl zur eigentlichen Hürde für den Einzug in den Kongress. Sein Kontrahent war der amtierende Abgeordnete Bartel J. Jonkman, den Ford für seine isolationistische Außenpolitik kritisierte. Seine Kandidatur wurde von dem einflussreichen US-Senator Arthur H. Vandenberg unterstützt, der ebenfalls aus Grand Rapids stammte. Letztlich siegte Ford in einer überaus klaren Entscheidung, was selbst politische Beobachter der damaligen Zeit überraschte.

“I came back a converted internationalist. And of course our congressman at that time was an avowed, dedicated isolationist. And I thought he ought to be replaced. Nobody thought I could win. I ended up winning two to one”

„Ich kam zurück als konvertierter Internationalist. Und unser damaliger Kongressabgeordneter war natürlich ein überzeugter Isolationist. Und ich war der Überzeugung er müsse ersetzt werden. Niemand dachte ich könne gewinnen. Dann gewann ich im Verhältnis zwei zu eins.“

Die eigentliche Wahl im November 1948 gewann Ford dann ohne Probleme, womit er im Januar des folgenden Jahres in den Kongress einzog. Im Turnus von zwei Jahren wurde er bis einschließlich 1972 regelmäßig wiedergewählt.
Im Kongress wurde Ford, der sich als Vertreter des gemäßigten Parteiflügels der Republikaner verstand, in den 1950er- und frühen 1960er-Jahren zu einem überparteilich geschätzten Parlamentarier. Seine politische Philosophie beschrieb er selbst als „gemäßigt in der Innenpolitik, internationalistisch in der Außenpolitik und konservativ in der Fiskalpolitik“. Im Gesetzgebungsverfahren übernahm er gerne die Rolle eines Vermittlers innerhalb der republikanischen Fraktion als auch zwischen seinen Parteikollegen und den Demokraten. Eigene Gesetzentwürfe verfasste er hingegen keine bedeutsamen. Durch seinen guten Ruf brachten Parteifreunde immer wieder eine Kandidatur für den Senat oder als Gouverneur von Michigan ins Gespräch, was Ford jedoch ablehnte. Stattdessen zeigte er Ambitionen, eines Tages als Sprecher des Repräsentantenhauses zu dienen. In den Wahlkämpfen von 1952 und 1956 war Ford ein treuer Anhänger von Dwight D. Eisenhower, mit dem er insbesondere in außenpolitischen Fragen übereinstimmte. Auch die Nominierung des umstrittenen Richard Nixon zum Vizepräsidenten fand seine Zustimmung. 1960 unterstützte er Nixons Wahlkampf gegen den Demokraten John F. Kennedy. Im Januar 1963 wurde er von den Republikanern zum Republican Conference Chair, dem dritthöchsten Amt der Republikaner nach dem Fraktionsvorsitzenden Charles A. Halleck und dem Minderheitswhip Leslie C. Arends, für den 88. Kongress gewählt.

#### Warren-Kommission

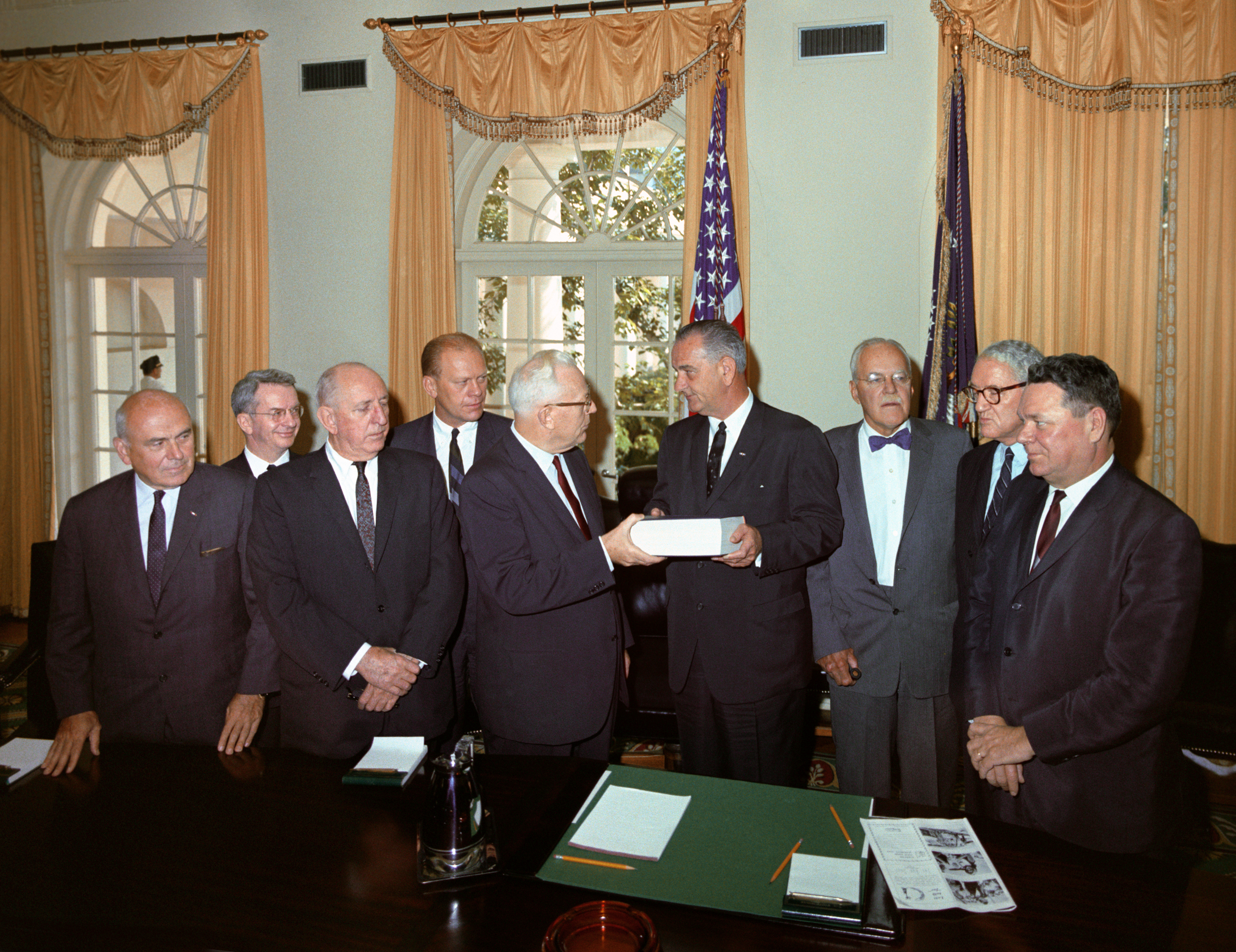
Die Warren-Kommission übergibt im September 1964 den Abschlussbericht an Präsident Johnson, Ford als vierter von links

Im November 1963 ernannte ihn Präsident Lyndon B. Johnson zum Mitglied der Warren-Kommission. Die vom Obersten Bundesrichter Earl Warren geleitete Arbeitsgruppe war damit beauftragt worden, das Attentat auf John F. Kennedy aufzuklären. Während der zehnmonatigen Arbeit waren Ford und sein Team damit beauftragt worden, die Biografie von Lee Harvey Oswald, dem mutmaßlichen Mörder, zu untersuchen. Die Kommission legte im September 1964 ihren Abschlussbericht vor, der zu dem Ergebnis kam, Oswald sei allein für die Ermordung Präsident Kennedys verantwortlich. Ford verteidigte für den Rest seines Lebens die Arbeit der Kommission und widersprach diversen Verschwörungstheorien um die Ermordung Kennedys. Durch seine Tätigkeit in der Warren-Kommission erlangte Ford landesweite Bekanntheit.

#### Fraktionsführer der Republikaner

1971 im Weißen Haus: Ford (rechts) während einer Besprechung mit Kongressvertretern; mittig Präsident Nixon

Nach den Wahlen des Jahres 1964, bei denen die Republikaner im Zuge der Wiederwahl Präsident Johnsons eine herbe Niederlage erlitten hatten, wurde Ford zum neuen Vorsitzenden der republikanischen Fraktion im Repräsentantenhaus gewählt. Er besiegte dabei den bisherigen Fraktionschef Charles A. Halleck in einer parteiinternen Abstimmung. Diese endete mit 73 zu 67 Stimmen innerhalb der Fraktion äußerst knapp. Nach den Verlusten der vorhergehenden Wahl sprachen sich viele Republikaner für eine personelle Erneuerung ihrer Führungsfiguren aus. Die Funktion als Minority Leader („Minderheitsführer“) trat er im Januar 1965 nach dem Zusammentritt des neuen Kongresses an. Er blieb bis zu seinem Amtsantritt als Vizepräsident Ende 1973 auf diesem Posten.
In den 1960er-Jahren unterstützte Ford die von der Johnson-Regierung initiierten Maßnahmen zur Gleichstellung von Afroamerikanern. Er stimmte ebenso für den Civil Rights Act of 1964 zur Aufhebung der Rassentrennung wie auch für den Voting Rights Act von 1965, der als Meilenstein zur Stärkung des Wahlrechts von Schwarzen galt. Den von Präsident Johnson unter dem Namen Great Society vorangetriebenen Reformen zur Ausweitung des Sozialstaats stand Ford skeptisch gegenüber. Den Sozialstaat als solchen lehnte er jedoch im Gegensatz zu konservativeren Parteikollegen nicht ab. Allerdings waren Fords Möglichkeiten, auf den Gesetzgebungsprozess einzuwirken, nach den vorhergehenden Wahlen stark eingeschränkt, da die Demokraten in beiden Kammern des Kongress nahezu über eine Zweidrittelmehrheit verfügten. Außenpolitisch kritisierte der republikanische Fraktionschef die von Johnson betriebene Politik im Vietnamkrieg als zu nachlässig. Ford trat, wie auch viele seiner Parteikollegen, für eine härtere Gangart gegenüber dem kommunistischen Regime in Nordvietnam ein. 1967 stellte Ford während einer Rede im Plenum des Hauses offen in Frage, ob die Johnson-Regierung einen tatsächlichen Plan habe, das militärische Engagement in Vietnam zu einem zufriedenstellenden Ende zu bringen. Der Präsident griff Ford daraufhin heftig an und verspottete ihn, zu „viel Football ohne Helm“ gespielt zu haben. Wachsende Kritik am Präsidenten sowohl von Kriegsbefürwortern als auch -gegnern brachten den Republikanern bei den Kongresswahlen im Herbst 1966 Stimmengewinne ein. Dennoch reichte es nicht für eine Mehrheit und Ford blieb daher der angestrebte Posten des Speakers verwehrt. In der zweiten Hälfte der 1960er-Jahre erschien Ford regelmäßig mit Everett Dirksen, seinem Pendant im Senat, in politischen Fernsehtalkshows, um für die Politik der Republikaner zu werben. In den Medien wurden diese Auftritte als „The Ev and Jerry Show“ bekannt. Auch im Zuge der Studentenproteste der 1960er-Jahre forderte Ford eine strikte Law-and-Order-Politik.
Fords politische Bedeutung wuchs nach den Wahlen 1968, als mit Richard Nixon 1969 wieder ein Republikaner ins Weiße Haus einzog. Doch trotz Nixons Wahlerfolg änderten sich die Mehrheitsverhältnisse im Kongress kaum. Bereits zur Wahl 1968 war Ford als möglicher Vizepräsidentschaftskandidat für Nixon im Gespräch. Allerdings lehnte er eine solche Kandidatur von Anfang an ab, da er noch immer auf eine republikanische Mehrheit im Repräsentantenhaus hoffte, die ihm wohl den einflussreichen Posten des Sprechers eingebracht hätte. Sowohl die Innen- als auch die Außenpolitik der Nixon-Regierung fand Fords Zustimmung und er stand bald in dem Ruf, einer der loyalsten Gefolgsleute im Kapitol zu sein. Im Gegensatz zu den konservativen Hardlinern seiner Partei war der republikanische Fraktionsführer ein Befürworter der Entspannungspolitik mit der Sowjetunion und der Volksrepublik China. Auch mit dem vom Präsidenten schrittweise vollzogenen Rückzug der Amerikaner aus Vietnam war Ford einverstanden. Die aus der Konsequenz des Vietnamkrieges im Kongress verabschiedete War Powers Resolution von 1973 lehnte Ford hingegen ab. Doch auch seine Opposition daran konnte nicht die Überstimmung eines Vetos des Präsidenten verhindern, nachdem auch ausreichend Republikaner sich für die Novelle ausgesprochen hatten. Das Gesetz sieht eine stärkere Mitwirkung der Legislative bei der Entscheidung künftiger Kriegseinsätze vor. Innenpolitisch trug Ford die Agenda des Weißen Hauses mit; wie beispielsweise Nixons Initiativen zu einem besseren Umweltschutz. Dazu zählte in besonderem Maße 1970 die Einrichtung einer nationalen Umweltbehörde EPA. Trotz der politischen Übereinstimmungen unterhielt Nixon jedoch keine engeren persönlichen Beziehungen zu den Vertretern seiner Partei im Kongress.

#### Vizepräsident der USA

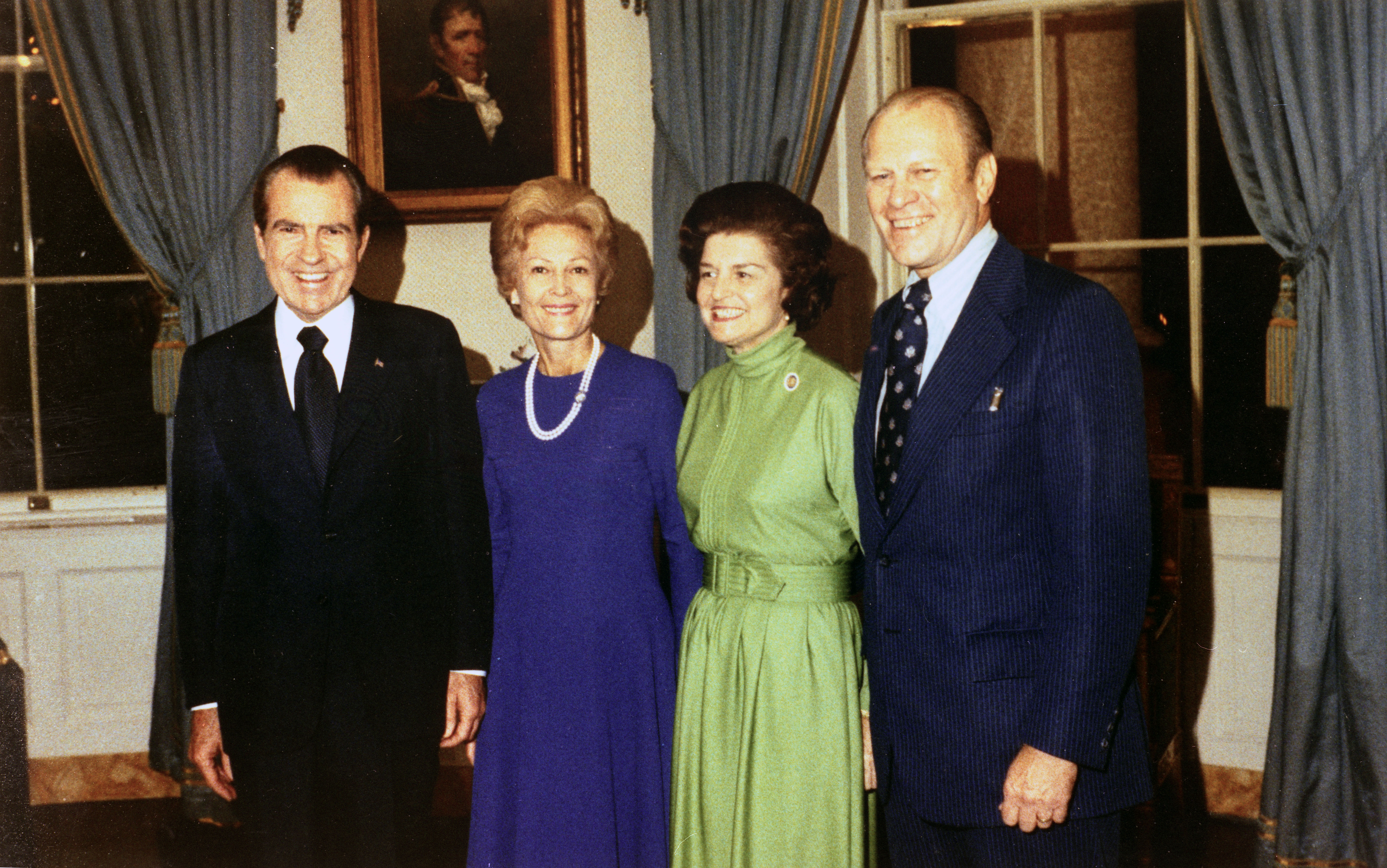
Ford (rechts) mit seiner Frau Betty und Präsident Nixon und dessen Gattin Pat nach der offiziellen Vorstellung als Vizepräsident 1973 im Weißen Haus

Im Oktober 1973, rund neun Monate nach dem Beginn von Richard Nixons zweiter Amtszeit, trat dessen Vizepräsident Spiro Agnew im Zuge von Bestechungsvorwürfen von seinem Amt zurück. Erstmals in der amerikanischen Geschichte kam damit der im Jahr 1967 initiierte 25. Zusatzartikel der Verfassung zum Tragen. Der Verfassungszusatz erlaubte es dem Präsidenten, mit Zustimmung des Kongresses, einen neuen Vizepräsidenten zu ernennen, was bei früheren Vakanzen auf diesem Posten nicht möglich war. Obwohl des Präsidenten erste Wahl sein Finanzminister John Connally war, empfahlen ihm seine Berater als auch Kongressvertreter beider Parteien eine Nominierung Fords. Nixon, bereits im Zuge der Watergate-Affäre politisch geschwächt, wollte daher das politische Risiko für sich selbst minimieren und entschied sich mit Ford für einen Kandidaten, der möglichst reibungslos bestätigt werden würde. Am 13. Oktober gab der Präsident offiziell während einer Pressekonferenz im Weißen Haus die Nominierung bekannt.
Der Senat stimmte am 27. November 1973 Fords Nominierung mit 92 gegen 3 Stimmen zu. Am 6. Dezember gab auch das Repräsentantenhaus mit einem Votum von 387 gegen 35 seine Zustimmung. Alle Gegenstimmen kamen aus den Reihen der Demokratischen Partei, die in beiden Kongresskammern eine Mehrheit der Mandate stellte. Noch am selben Tag legte Ford im Plenarsaal des Hauses den Eid als neuer US-Vizepräsident ab. In den acht Monaten seiner Vizepräsidentschaft zeigte sich Ford gegenüber dem Präsidenten loyal und versuchte durch öffentliche Auftritte das Vertrauen in die US-Regierung wiederherzustellen, nachdem das Ansehen Nixons durch den Watergate-Skandal immer mehr in Verruf geraten war.

### Präsidentschaft

#### Amtsübernahme

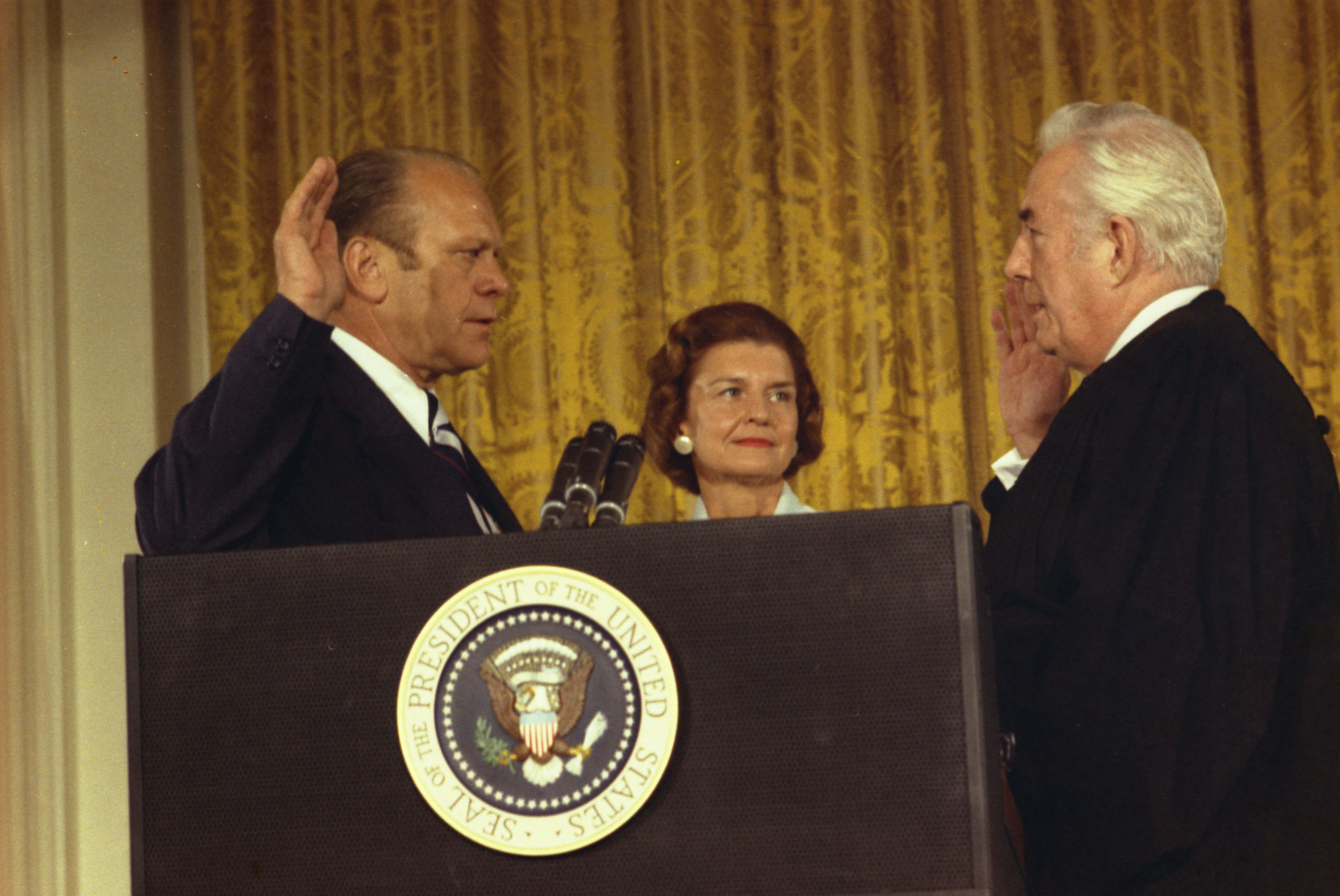
Ford wird am 9. August 1974 vom obersten Richter Warren E. Burger als Nachfolger des zurückgetretenen Präsidenten Richard Nixon vereidigt

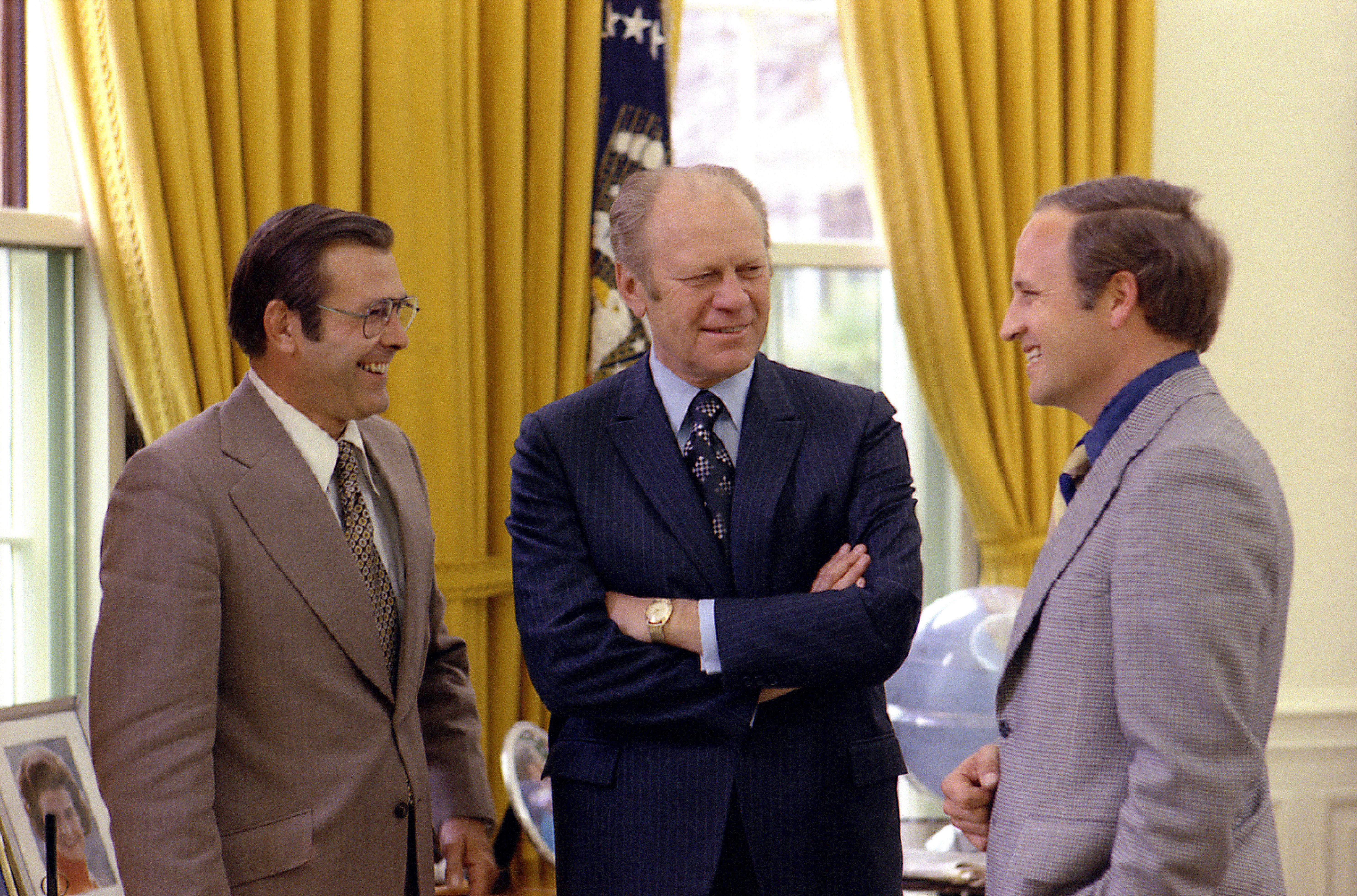
Von links nach rechts: Donald Rumsfeld, Gerald Ford und Dick Cheney 1975 im Oval Office

Ende Juli 1974 wurde deutlich, dass Präsident Nixon die Watergate-Affäre nicht überstehen werde. Das Repräsentantenhaus leitete ein Amtsenthebungsverfahren gegen das Staatsoberhaupt ein. Anfang August sagte Ford eine geplante Reise in die westlichen Bundesstaaten ab, was in den Medien als Indiz einer bevorstehenden Amtsübergabe gesehen wurde. Noch bevor der Senat über den Verbleib Nixons in seinem Amt zu entscheiden hatte, kündigte dieser am 8. August 1974 seinen Rücktritt für den folgenden Tag an. Nachdem Nixon schließlich am 9. August als bisher einziger US-Präsident sein Amt niedergelegt hatte, übernahm Ford die Präsidentschaft. Wie von der Verfassung vorgesehen, musste er die verbleibenden zweieinhalb Jahre der laufenden Amtsperiode zu Ende führen. Ford wurde im East Room des Weißen Hauses von Chief Justice Warren E. Burger als neuer Präsident vereidigt, nachdem Nixon die Heimreise nach Kalifornien angetreten hatte. Der neue Präsident hielt eine kurze, informelle Ansprache, die vor allem mit den Worten “our long national nightmare is over” (deutsch „unser langer nationaler Albtraum ist vorüber“) in Erinnerung blieb.
Am bisherigen Kabinett nahm Ford zunächst keine Änderungen vor. Einige von Nixons Ministern wie Außenminister Henry Kissinger blieben bis zum Ende von Fords Amtszeit 1977 auf ihren Posten. Innerhalb des Weißen Hauses organisierte er jedoch seinen Stab um, so wurde Alexander Haig von Donald Rumsfeld als Stabschef abgelöst. Als dieser 1975 vom Präsidenten zum Verteidigungsminister ernannt wurde – ein Amt, das er später unter George W. Bush von 2001 bis 2006 erneut innehatte –, machte Ford Dick Cheney zum Stabschef, der später unter George W. Bush Vizepräsident war. Auf Grundlage des 25. Zusatzartikel zur amerikanischen Verfassung berief Ford mit Zustimmung des Kongresses den ehemaligen New Yorker Gouverneur Nelson Rockefeller zum neuen Vizepräsidenten. Es war das zweite Mal innerhalb eines Jahres sowie das bis heute letzte Mal, dass ein Vizepräsident nachträglich ernannt wurde.
Nach seinem Amtsantritt stand Ford unmittelbar wirtschaftlichen Problemen gegenüber. Auch die Nachwirkungen der Watergate-Affäre und des Vietnamkrieges sowie diverse Kongressuntersuchungen zu illegalen Aktivitäten der US-Geheimdienste in den vergangenen Jahren führten zu einer tiefen Vertrauenskrise der amerikanischen Bevölkerung gegenüber den Politikern in Washington.

#### „Nixon-Pardon“

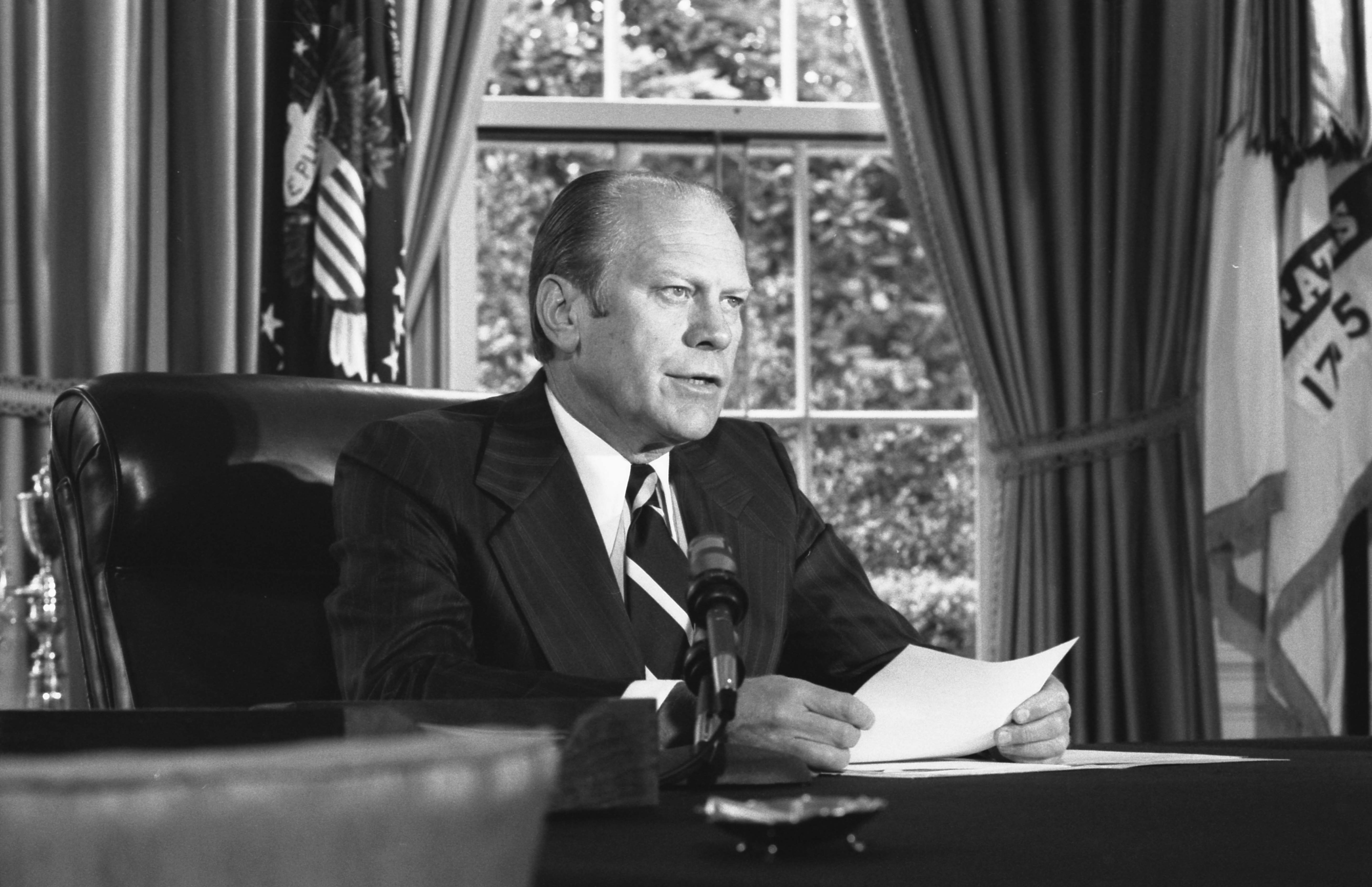
Präsident Ford kündigt im September 1974 Nixons Begnadigung an

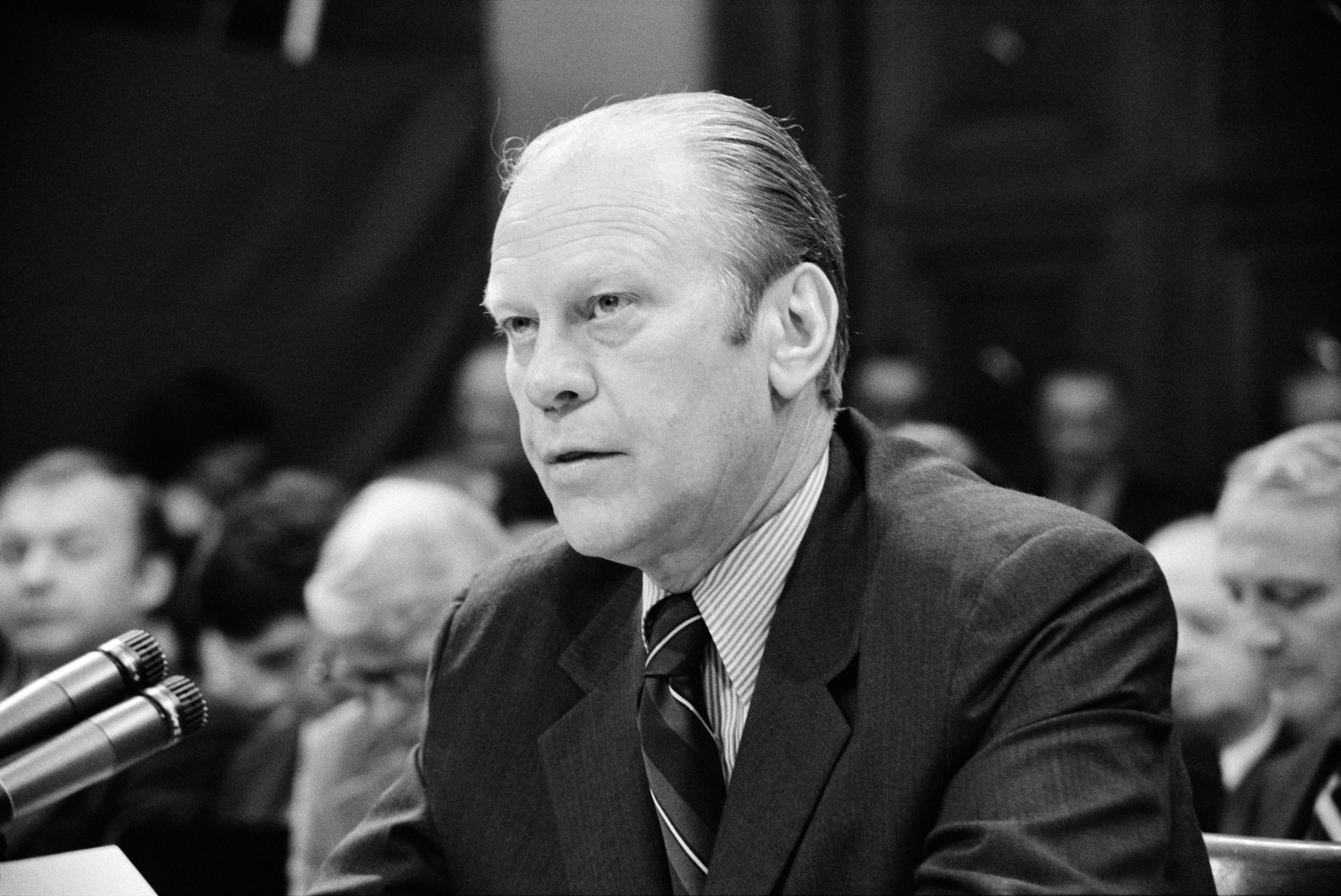
Am 17. Oktober 1974 nimmt Ford vor dem Justizausschuss des Repräsentantenhauses persönlich Stellung zum Nixon-Pardon

Bereits unmittelbar nach Nixons Rücktritt gab es in der US-Öffentlichkeit zahlreiche Spekulationen, ob Ford seinem Vorgänger eine Begnadigung gewähren würde, oder ob sich Nixon als erster Präsident einem Strafverfahren stellen müsste. Am 8. September 1974 amnestierte Ford Nixon dann für alle Straftaten, die diesem während seiner Präsidentschaft vorgeworfen worden waren. Diese als Nixon-Pardon bekannt gewordene Entscheidung war zu jener Zeit äußerst umstritten. Nach Fords Tod bezeichneten viele, die früher gegen diese Amnestie gewesen waren, wie beispielsweise der einflussreiche demokratische Senator Edward Kennedy, die Entscheidung des Präsidenten als richtig für das Wohl des Landes. Ein Strafprozess gegen Nixon hätte das gesellschaftliche Klima zwischen den republikanisch und demokratisch gesinnten Bevölkerungsteilen zerstört und das Land vor eine Zerreißprobe gestellt, so Beobachter der damaligen Zeit. Auch Ford hatte seine Entscheidung damit begründet. Außerdem argumentierte der neue Präsident, auf diese Art einen Schlussstrich unter den Watergate-Skandal ziehen zu wollen, um sich den Herausforderungen der Wirtschafts-, Sozial- und Außenpolitik stellen zu können. Nachdem Ford die Begnadigung seines Vorgängers im Rahmen einer Fernsehansprache an die Nation angekündigt hatte, fielen seine Zustimmungswerte in Meinungsumfragen binnen einer Woche von 71 auf 50 Prozent. Republikanische Abgeordnete kritisierten angesichts der bevorstehenden Kongresswahlen im November desselben Jahres den Zeitpunkt der Entscheidung. Der Pressesprecher des Präsidenten Jerald terHorst, ein langjähriger Weggefährte Fords, trat am gleichen Tag aus Protest dagegen von seinem Posten zurück. Einige Beobachter der damaligen Zeit vertreten die Auffassung, Nixons Begnadigung sei ausschlaggebend für Fords relativ knappe Wahlniederlage im Jahr 1976 gewesen.
Als erster US-Präsident erschien Ford im Oktober 1974 persönlich vor dem Justizausschuss des Repräsentantenhauses, wo er zur Begnadigung Nixons ausführlich Stellung nahm. Vor den Abgeordneten verteidigte der Präsident seine Entscheidung. Auch wies Ford Gerüchte zurück, es habe eine informelle Absprache zwischen ihm und Nixon gegeben, wonach der Gnadenerlass Bedingung für Nixons Rücktritt gewesen war. Der Ford-Biograf John Robert Greene schreibt ebenfalls, es gebe keine Belege für eine solche Absprache der beiden Präsidenten.

#### Kongresswahlen 1974
Wenige Monate nach Fords Amtsübernahme standen mit den Midterm elections erneut Kongresswahlen an. Durch die Watergate-Affäre und die Amnestie für Nixon hatten die Republikaner stark an Popularität verloren, was dazu führte, dass die Demokraten ihre Mehrheiten in beiden Kongresskammern merklich ausbauen konnten. Im Senat vergrößerte sich ihre Sitzanzahl von 56 auf 60 der 100 Mitglieder. Im Repräsentantenhaus konnten sie 49 Mandate hinzugewinnen, was ihre Majorität von 242 auf 291 der 435 Sitze vergrößerte. Sogar Fords alter Wahlkreis in Michigan, der stets als sicheres republikanisches Gelände gegolten hatte, wurde von einem Demokraten gewonnen. Auch Wahlen in den Bundesstaaten und auf kommunaler Ebene wurden vielfach von den Demokraten gewonnen. Dass die Partei des Präsidenten bei den Kongresswahlen in der Mitte einer präsidialen Amtszeit Sitze verliert, ist in der amerikanischen Geschichte durchaus üblich, doch durch die benannten Faktoren fielen die Verluste der Republikaner überdurchschnittlich hoch aus. Demokraten, die erstmals bei den Wahlen von 1974 gewählt wurden, erhielten in der amerikanischen Öffentlichkeit rasch den Beinamen Watergate Babies.

### Wirtschafts- und Sozialpolitik

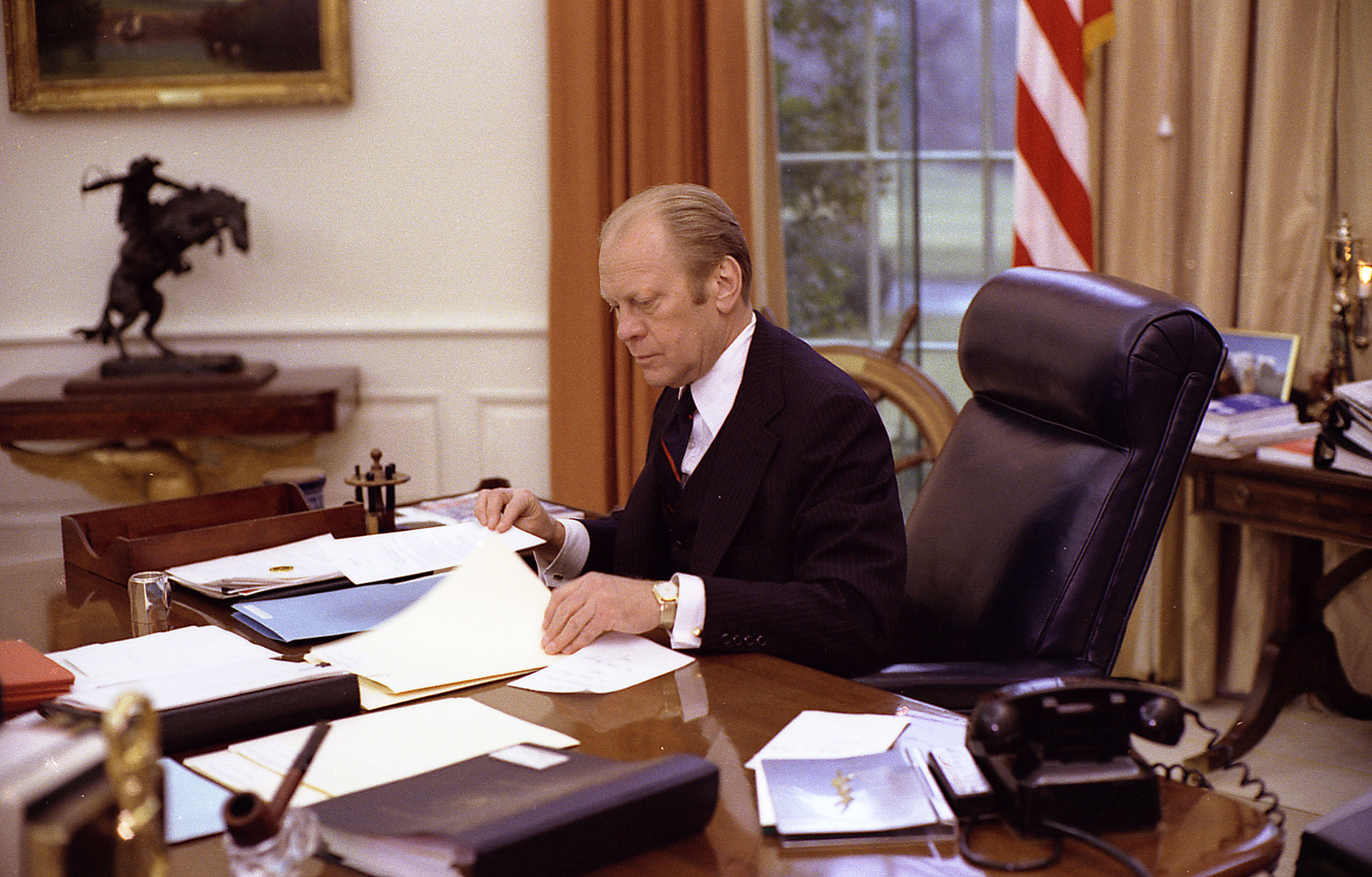
Präsident Ford im Oval Office, 1976

Mitte der 1970er-Jahre schlitterte die US-Wirtschaft zunehmend in die Rezession. Ausdruck davon war eine zunehmende Inflation sowie das Stagnieren des Wirtschaftswachstums. Es wurde in der amerikanischen Öffentlichkeit daraufhin der Ausdruck Stagflation als Kofferwort aus Stagnation und Inflation gebildet. Die wachsende Inflation führte zur Kapitalflucht ins Ausland. Als das Land 1975 in der Rezession zu versinken drohte, senkte die US-Regierung die Einkommensteuer, um die Wirtschaft wieder anzukurbeln. Gleichzeitig wurden die Steuern für importiertes Erdöl erhöht. In der Gesetzgebung brach besonders nach den Kongresswahlen Ende 1974 ein Kampf zwischen dem Weißen Haus und dem Kongress aus. Von 48 regulären Vetos des Präsidenten, wies der Kongress zwölf, also ein Viertel davon, mit der erforderlichen Zweidrittelmehrheit in beiden Häusern der Legislative zurück. Des Weiteren versuchte die Ford-Regierung, den ökonomischen Schwierigkeiten mit Ausgabenkürzungen zu begegnen. Das gelang insofern, dass die Inflation bis zum Jahr 1976 von 11 auf 5,8 Prozent fiel. Dennoch erreichte die Zahl der Arbeitslosen im Jahr 1975 einen Rekordstand. Deren Quote betrug im Sommer 1975 9,2 Prozent, der höchste Stand seit dem Jahr 1941.
Zu den bedeutenden Gesetzen die Ford noch im Jahr 1974 unterzeichnete, gehörte die Schaffung eines Programms, das rund 25 Milliarden US-Dollar für die Förderung von Erziehungsprogrammen bereitstellte. Auch unterzeichnete er ein Gesetz, das eine partielle Beschränkung der Wahlkampffinanzierung vorsah. Diese Neuregelungen betraf allerdings nur die Bundesebene, da das Wahlrecht in die Zuständigkeit der Bundesstaaten fällt. Mit seinem Vetorecht stellte sich der Präsident aber gegen verschiedene sozialpolitische Initiativen der Demokraten, die mehr finanzielle Mittel für sozialen Wohnungsbau, Gesundheitsfürsorge und Lebensmittelhilfe für Arme vorgesehen hätten. Fiskalpolitisch konservativ lehnte Ford auch Förderprogramme für amerikanische Farmer ab, um so das Haushaltsdefizit begrenzen zu können.

#### Außenpolitik

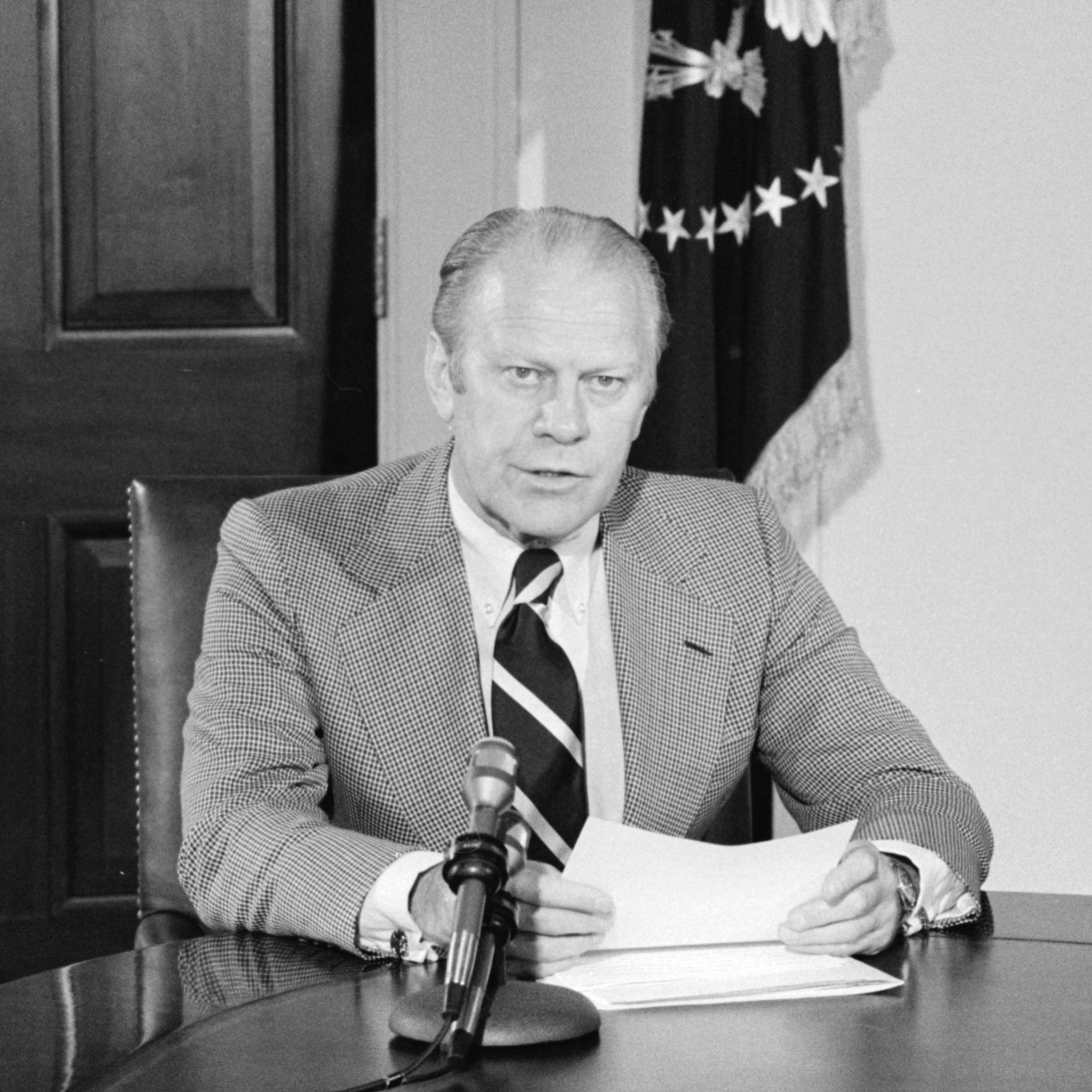
Ford bei Unterzeichnung der Teilamnestie für Kriegsdienstverweigerer im Vietnamkrieg im September 1974

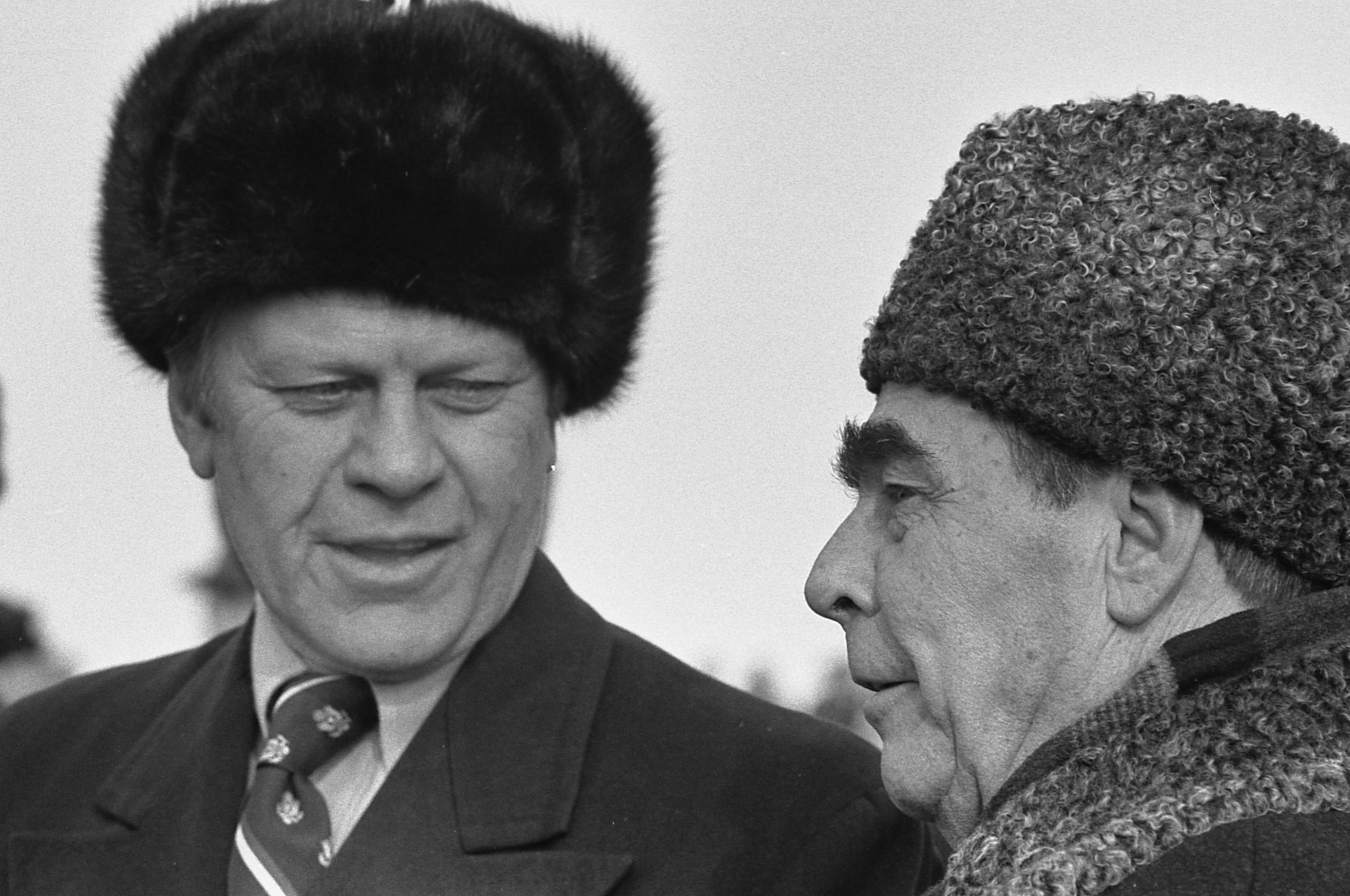
Ford (links) im Gespräch mit dem sowjetischen Parteichef Leonid Breschnew im November 1974

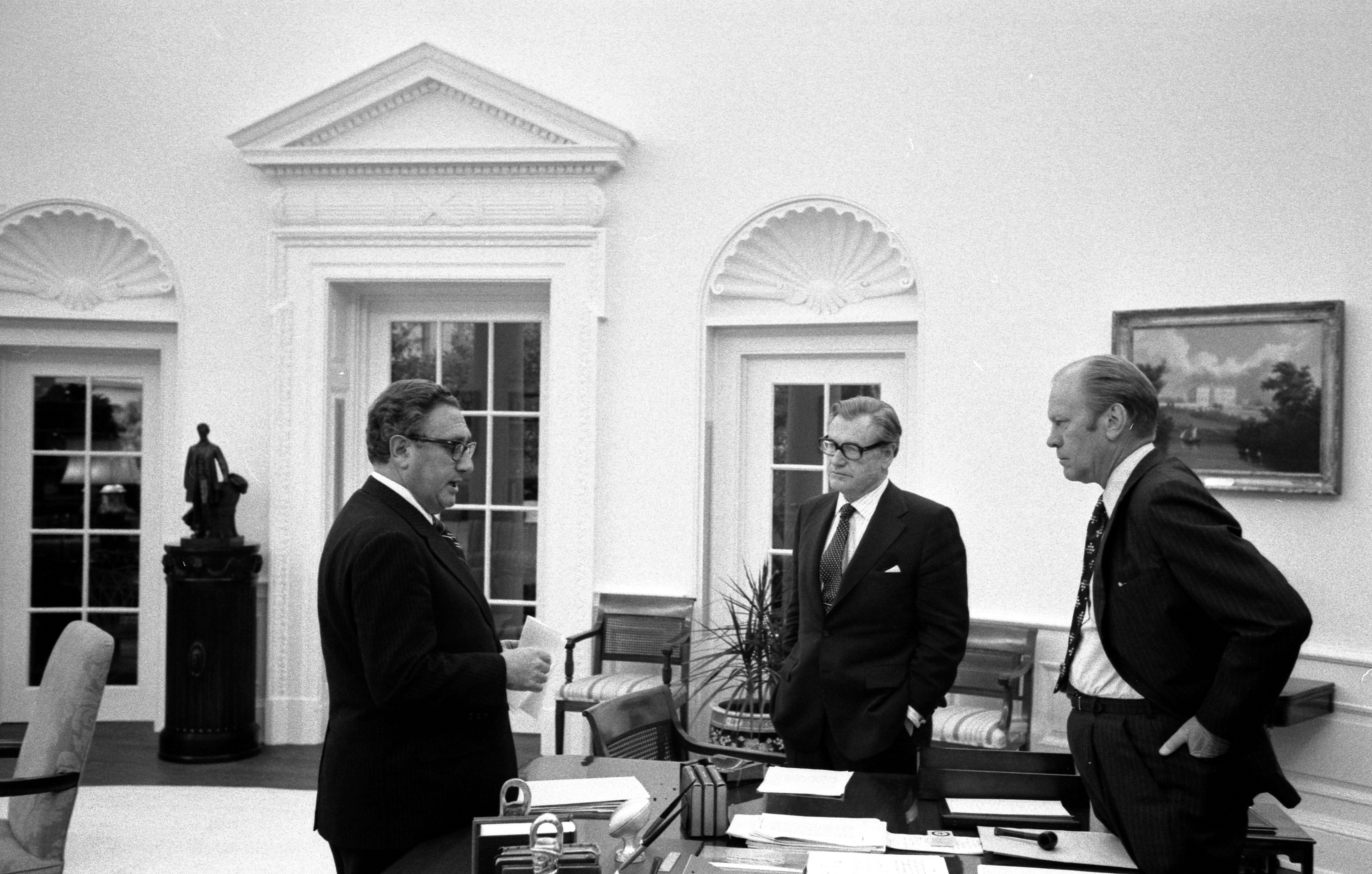
Präsident Ford bespricht im Oval Office die Evakuierung von Saigon mit Vizepräsident Rockefeller (mittig) und Außenminister Kissinger (links) im April 1975

In der Außenpolitik setzte Ford die von Richard Nixon eingeleitete Entspannungspolitik mit dem Ostblock und der Volksrepublik China fort, obwohl der konservative Parteiflügel der Republikaner das zum Teil skeptisch sah. Ein sehr wichtiger außenpolitischer Akt seiner Amtszeit war die Unterschrift unter die KSZE-Schlussakte von Helsinki 1975, die seiner Präsidentschaft durchaus hohe Bedeutung verleiht. Mit dieser Schlussakte erkannten die Sowjetunion und die anderen sozialistischen Staaten nolens volens die Geltung der Menschenrechte an. Bereits im September 1974 nahmen die Vereinigten Staaten diplomatische Beziehungen mit der DDR auf.
Unter Ford wurde der bereits von Nixon begonnene Rückzug aus Vietnam vollständig abgeschlossen, nachdem die letzten US-Kampftruppen bereits 1973 das südostasiatische Land verlassen hatten. Angesichts des bevorstehenden Zusammenbruchs des südvietnamesischen Regimes – der 1973 geschlossene Frieden bestand ohnehin nur noch auf dem Papier – drängte Ford gegenüber dem Kongress auf finanzielle Hilfen für den US-Verbündeten Südvietnam. Doch nach dem jahrelangen, aus amerikanischer Sicht enttäuschend verlaufenden, militärischen Engagement der USA war der Kongress nicht willens, Südvietnam länger finanziell oder gar erneut in militärischer Form zu helfen. Die Senatoren und Abgeordneten strichen daher gegen den Willen des Präsidenten sämtliche Gelder für Südvietnam. Als Ende April 1975 die kommunistischen Truppen des Nordens immer weiter in Richtung der südvietnamesischen Hauptstadt Saigon vorrückten, ordnete Ford die Evakuierung des verbleibenden US-Personals an. Zusätzlich flogen die USA in diesen letzten Tage im Zuge der Operation Frequent Wind noch mehrere Tausend Südvietnamesen aus. Dabei handelte es sich insbesondere um jene Vietnamesen, die mit amerikanischen Streitkräften zusammengearbeitet hatten und sich nun vor Repressalien durch das neue Regime fürchteten. Sie wurden mit Helikoptern auf US-Kriegsschiffe vor der Küste ausgeflogen. Sowohl vor der US-Botschaft, auf deren abgesperrtes Gelände sich etliche Vietnamesen zu flüchten versuchten, als auch auf den amerikanischen Kriegsschiffen, die noch vor der Küste kreuzten, spielten sich teils dramatische Szenen ab. Am 30. April 1975 evakuierten die Vereinigten Staaten das letzte Personal. Südvietnam wurde vollständig von kommunistischen Truppen eingenommen und im Jahr darauf mit dem Norden vereint. Ford gab später für den schnellen Zusammenbruch des Südens dem Kongress die Schuld, der Hilfen für den US-Verbündeten verweigert habe. Bereits im September 1974 erließ Ford eine Teilamnestie für Kriegsdienstverweigerer im Vietnamkrieg, was seinerzeit durchaus unterschiedlich bewertet wurde. Sein Nachfolger Jimmy Carter erließ schließlich eine allgemeine Amnestie.
In Fords Präsidentschaft fiel eine weitere außenpolitische Krise im südostasiatischen Raum: Beim Mayaguez-Zwischenfall im Mai 1975 griff Kambodscha, kurz nachdem die Roten Khmer dort die Macht übernommen hatten, das amerikanische Handelsschiff Mayaguez in internationalen Gewässern an. Ford sandte US-Marines in die Region, um die Besatzung zu retten. Die Einsatztruppe landete jedoch auf der falschen Insel und traf auf Widerstand. Die Seeleute der Mayaguez waren – ohne dass die US-Regierung davon wusste – bereits freigelassen worden. Mehrere amerikanische Soldaten wurden bei den Kämpfen getötet. Laut Howard Zinn wusste Ford von der Freilassung und befahl nichtsdestotrotz die Kommandoaktion, um kurz nach der demütigenden Evakuierung Saigons durch die Operation Frequent Wind militärische Stärke Amerikas in Südostasien zu zeigen.
1974 besetzte die mit den USA verbündete Türkei völkerrechtswidrig Nordzypern und 1975 annektierte das mit den USA verbündete Indonesien völkerrechtswidrig Osttimor, was etliche Menschenrechtsverletzungen und Tote nach sich zog. Laut des Dokumentarfilms Angeklagt: Henry Kissinger gaben Präsident Ford und sein Außenminister Henry Kissinger den jeweiligen Regierungen dafür grünes Licht.
Nachdem das Church Committee im Jahr 1975 im Zuge der Operation CHAOS Ermittlungen zu den anderen Operationen der CIA aufnahm, verbot Ford im Februar 1976 allen US-Regierungsstellen, ausländische Staatschefs gezielt zu töten oder völkerrechtswidrige Umsturzoperationen zu planen.

#### Attentate auf Ford 1975
In Sacramento versuchte am 5. September 1975 eine Anhängerin des inhaftierten Massenmörders Charles Manson namens Lynette „Squeaky“ Fromme, Ford zu töten. Der Secret Service konnte den Anschlag jedoch verhindern. Nur 17 Tage später, am 22. September 1975, versuchte Sara Jane Moore, Ford in San Francisco zu erschießen. Das konnte jedoch der Passant Oliver Sipple verhindern. Die Attentäterin wurde zu lebenslanger Haft verurteilt. Das Urteil für Lynette Fromme war ebenfalls eine lebenslange Freiheitsstrafe; sie kam 2009 auf Bewährung frei.

#### Präsidentschaftswahl 1976

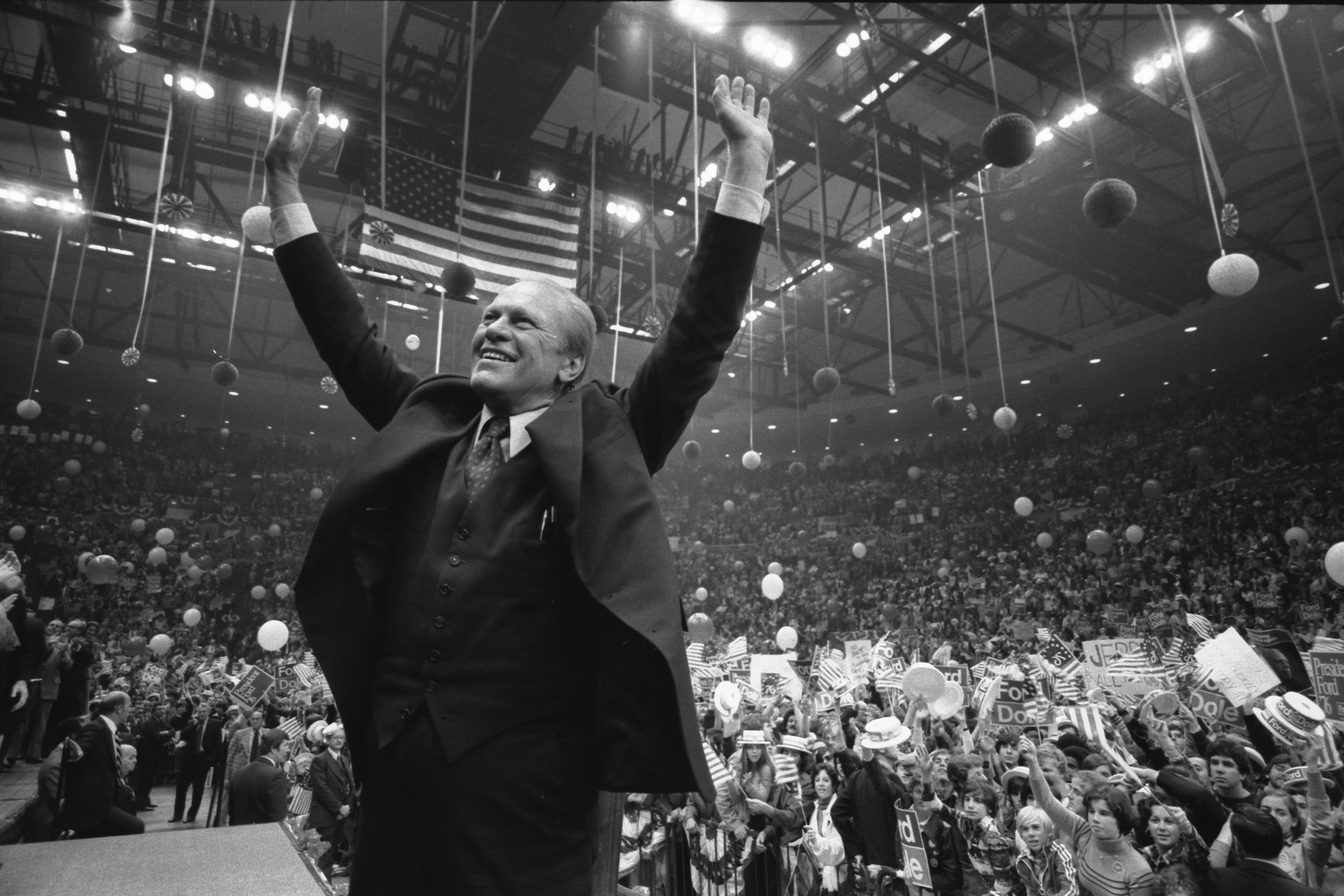
Ford bei einem Wahlkampfauftritt in den letzten Tagen der Kampagne; hier am 31. Oktober 1976 in New York

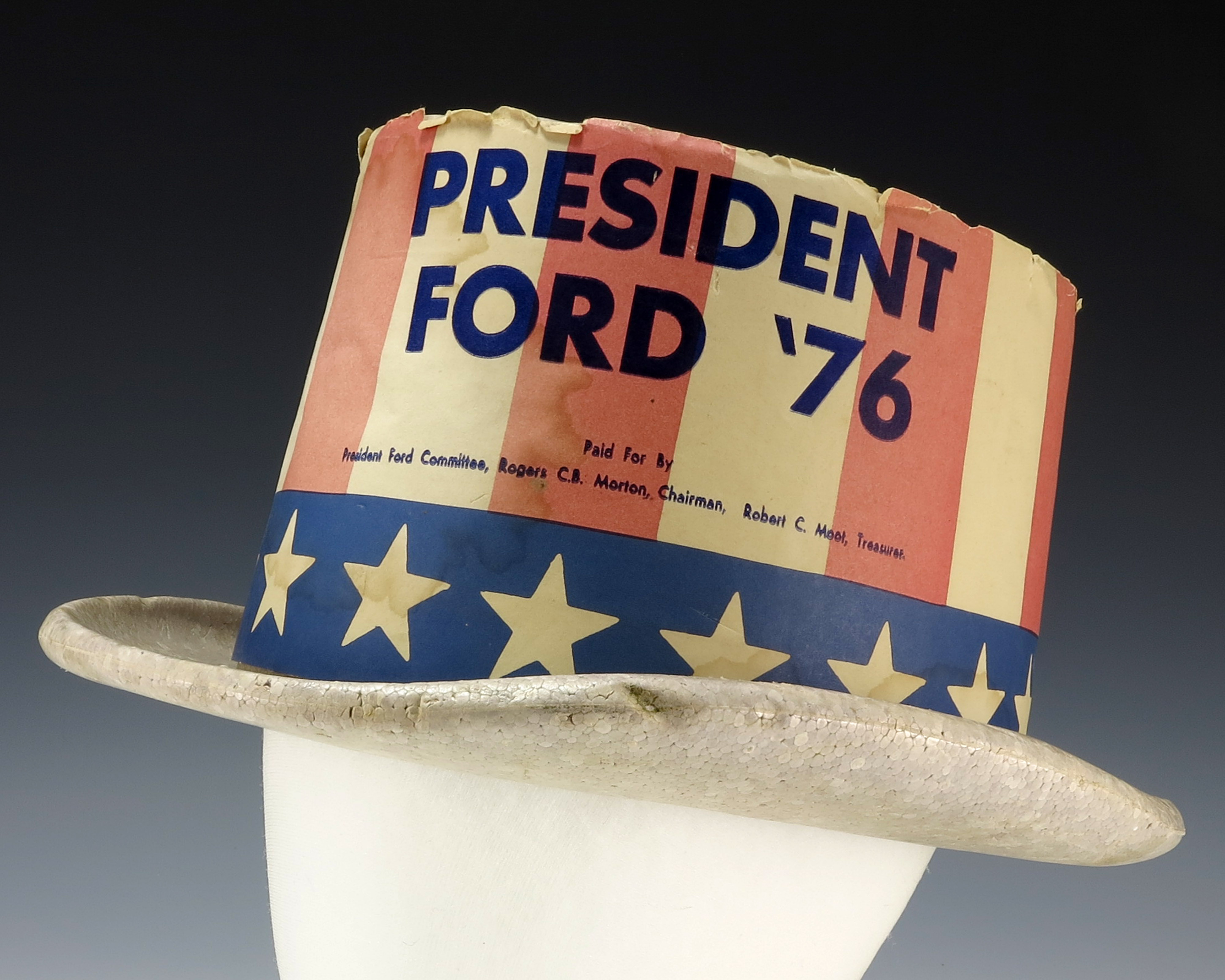
Ford-Hut im Wahlkampf 1976

Bei der nächsten Präsidentschaftswahl, die im November 1976 anstand, kandidierte Ford für eine vollständige Amtsperiode als Präsident. Bei den parteiinternen Vorwahlen der Republikaner erhielt er für einen amtierenden Präsidenten ungewöhnlich starke Konkurrenz in Person des früheren kalifornischen Gouverneurs und späteren Präsidenten Ronald Reagan. Reagan kritisierte vor allem Fords Entspannungspolitik im Kalten Krieg und warf dem Präsidenten in der Endphase des Vietnamkrieges außenpolitische Schwäche vor. Auch in wirtschafts- und sozialpolitischen Fragen vertrat Reagan deutlich konservativere Positionen als der gemäßigte Ford. Fords Vorsprung in den Vorwahlen war zu Beginn des Republikanischen Parteitags in Kansas City Ende August 1976 so schwach, dass keine Prognose möglich war, ob Ford oder Reagan nominiert würde. Ford siegte schließlich im ersten Wahldurchgang mit 1187 Delegiertenstimmen. Für Reagan sprachen sich 1070 Delegierte aus. Dennoch hinterließ Reagan mit seiner Parteitagsrede nach Meinung vieler Beobachter einen souveränen Eindruck. Ungünstig für Ford war auch gewesen, dass die Vereinigten Staaten bei den Olympischen Spielen 1976 in Montreal zur besten amerikanischen Sendezeit hinter der Sowjetunion und der kleinen DDR mit einem dritten Platz auf einem historischen Tiefstand angekommen waren – und das, obwohl sich der ehemalige Footballspieler Ford immer wieder für den Spitzensport eingesetzt hatte. Seine Kampagne profitierte im Wahljahr jedoch von der Tatsache, dass er während der zahlreichen Feierlichkeiten zum 200. Jahrestag der Unabhängigkeitserklärung der Vereinigten Staaten ein amtierender Präsident war.
Als Vizepräsidentschaftskandidaten wählte Ford auf dem republikanischen Parteitag Bob Dole, Senator aus Kansas, aus. Fords bisheriger Stellvertreter, Nelson Rockefeller, hatte Ende 1975 eine Wahlteilnahme ausgeschlossen. Der liberale Rockefeller wurde ohnehin als zu große Belastung für Ford gesehen, der sich parteiintern zunächst gegen den konservativen Reagan durchzusetzen hatte. Ford bezeichnete es später jedoch als Fehler, nicht erneut mit Rockefeller angetreten zu sein. Die Demokraten nominierten den Ex-Gouverneur von Georgia, Jimmy Carter, zum Herausforderer Fords sowie Senator Walter Mondale als Vizepräsidentschaftskandidaten. Carter verdankte seinen Überraschungserfolg in den demokratischen Vorwahlen vor allem seiner Stellung als Außenseiter, da das Misstrauen der Bevölkerung infolge der Watergate-Affäre gegen die Politiker in Washington, D.C. groß war. Hauptthemen des Wahlkampfes waren die wirtschaftliche Lage, die Außenpolitik sowie die Watergate-Affäre. Im September und Oktober 1976 wurden erstmals seit 1960 wieder Fernsehduelle mit den beiden Kandidaten abgehalten. Bei jener Debatte um die Außenpolitik erlaubte sich Ford einen Patzer, als er behauptete, es gäbe in Osteuropa keine sowjetische Dominanz. Manche Beobachter sahen das gar als ausschlaggebend für seine Niederlage, da es sich um einen Themenbereich handele, in dem er gegen den außenpolitisch unerfahrenen Carter hätte punkten müssen. Während des Wahlkampfes präsentierte sich Ford als erfahrener und pragmatischer Politiker, wobei es ihm gelang, in den Umfragen beständig aufzuholen. Der Vorsprung Carters in den Meinungsumfragen verkleinerte sich von rund dreißig Prozentpunkten im Juli auf weniger als fünf im Oktober. Damit lagen die letzten Umfrageergebnisse im Fehlertoleranzbereich und der Wahlausgang wurde als völlig offen angesehen.
Auch am Wahltag, dem 2. November 1976, zeichnete sich eine sehr knappe Entscheidung ab. Die großen Fernsehanstalten waren erst am frühen Morgen des Folgetages in der Lage, Carter zum Gewinner zu erklären. Der demokratische Herausforderer erlangte aber nur in 23 Bundesstaaten und der Hauptstadt Washington, D.C. eine Mehrheit, während Ford in insgesamt 27 Bundesstaaten, vornehmlich im Westen der USA, mehr Stimmen auf sich vereinte. Da die von Carter gewonnenen Staaten jedoch meist bevölkerungsreicher waren und damit mehr Wahlmänner stellten, konnte er im Electoral College 297 Stimmen erringen, während Ford auf 240 kam. Beim Popular Vote, dem Anteil der Stimmen im Volk, war Carters Vorsprung noch knapper: Er konnte 50 Prozent der Stimmen auf sich vereinigen, für Ford votierten 48 Prozent der Wähler. Am 20. Januar 1977 endete Fords Präsidentschaft mit der Amtseinführung Carters. Dieser lobte während seiner Antrittsrede die Verdienste seines Vorgängers für die Einheit des Landes nach der Watergate-Affäre. Auch während des Wahlkampfes hatten beide Kontrahenten auf gegenseitige persönliche Angriffe verzichtet. Carter und Ford unterhielten über das Ende der politischen Karrieren beider Politiker hinaus eine private Freundschaft.

### Nach der Präsidentschaft

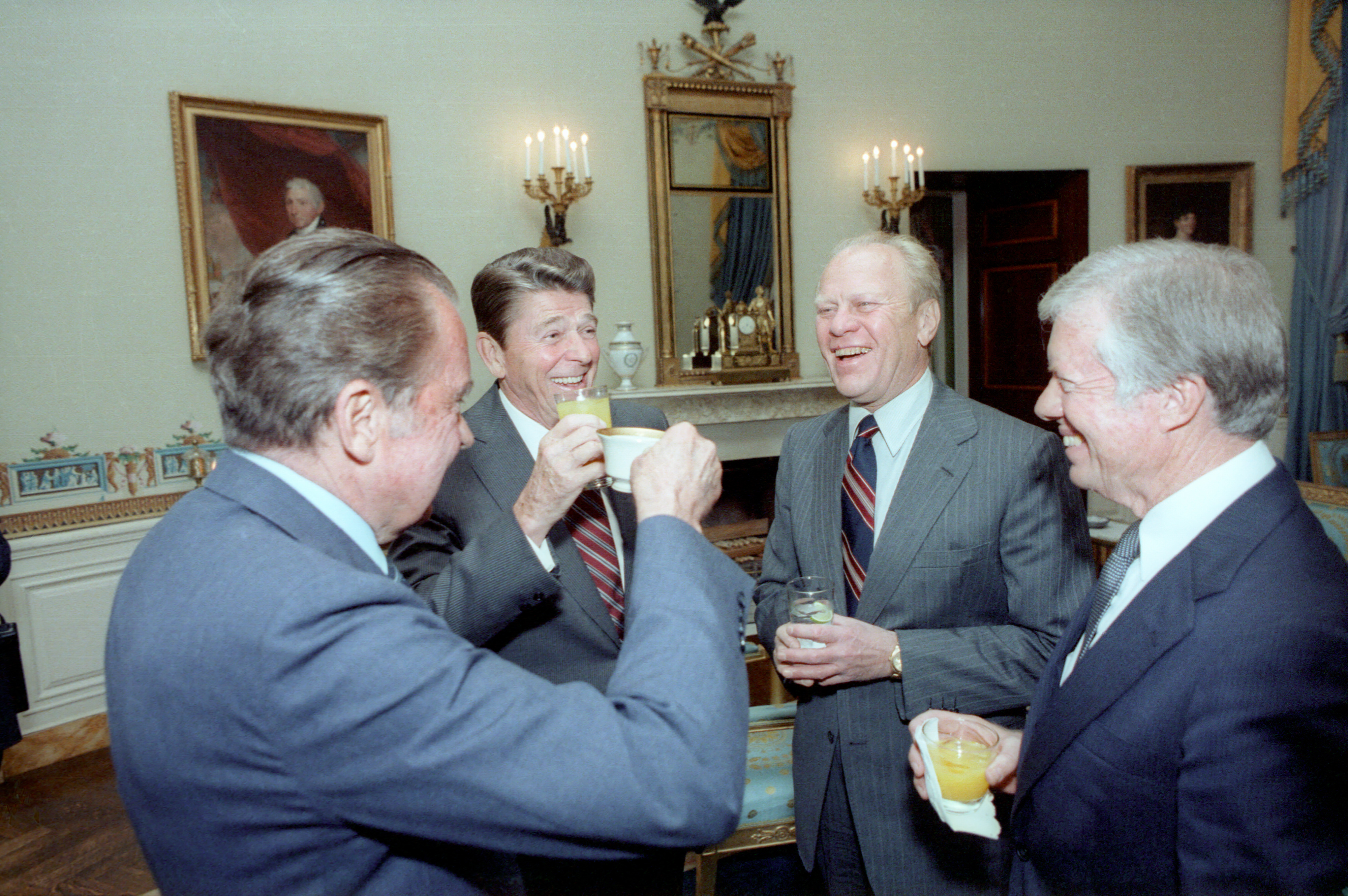
Gruppenbild der US-Präsidenten von 1981: von links nach rechts Richard Nixon, Ronald Reagan, Gerald Ford und Jimmy Carter

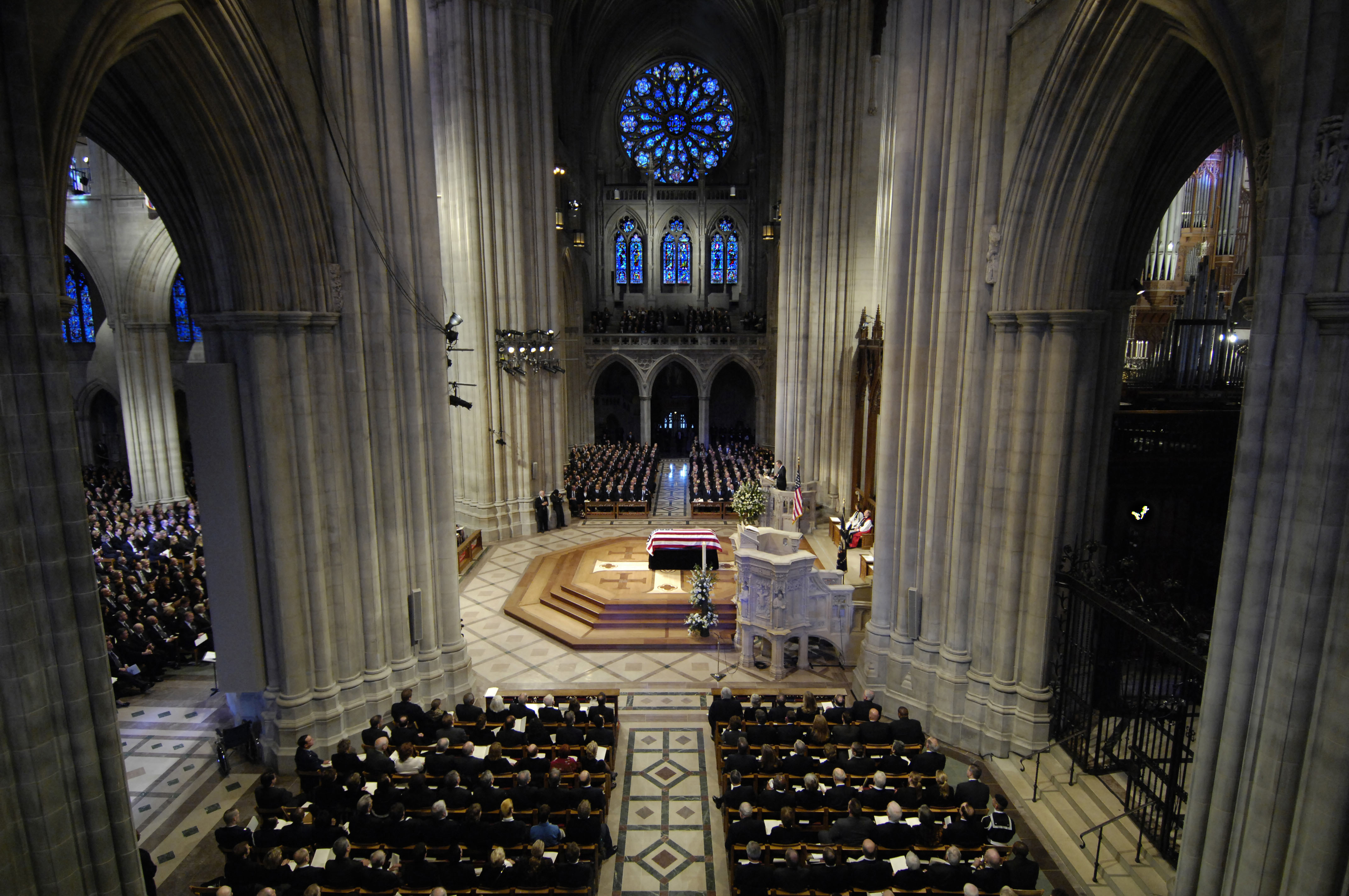
Trauerfeier für Ford in der Washington National Cathedral

Nach dem Ende seiner Amtszeit zog sich Ford weitestgehend ins Privatleben zurück, blieb jedoch eine öffentliche Persönlichkeit und wurde weithin als elder statesman geschätzt. Für die Präsidentschaftswahl 1980 galt Ford als möglicher Kandidat der Republikaner für das Amt des Vizepräsidenten von Präsidentschaftskandidat Ronald Reagan. Da Ford jedoch auf relativ weitreichenden Kompetenzen bestand und insbesondere Henry Kissinger als festen Bestandteil der neuen Regierung forderte, nominierte Reagan den früheren CIA-Direktor und späteren Präsidenten George Bush senior. Eine erneute Präsidentschaftskandidatur hatte Ford bereits im Vorfeld abgelehnt. Ford, den mit seinem Nachfolger Jimmy Carter eine persönliche Freundschaft verband, unterstützte 1980 Reagans Kandidatur für das Weiße Haus.
Auch in den Jahren nach 1980 blieb Ford noch eine längere Zeit aktiv, so war er unter anderem bei der Denkfabrik American Enterprise Institute tätig. Obwohl er kein politisches Amt mehr ausübte, äußerte er sich des Öfteren zu politischen Themen. Dabei unterstützte er nicht immer die Mehrheitsmeinung innerhalb seiner Partei. Im Mai 1994 unterzeichnete er gemeinsam mit seinen beiden Nachfolgern Carter und Reagan einen Brief an den Kongress, in dem sich die drei Expräsidenten für ein Verbot von halbautomatischen Waffen aussprachen. Ford übernahm die Schirmherrschaft für die Alpinen Skiweltmeisterschaften 1989 in Vail. Im Jahr 2001 brach er bei einem elementaren gesellschaftspolitischen Thema mit seinen republikanischen Parteifreunden, indem er sich für die rechtliche Anerkennung von gleichgeschlechtlichen Ehen aussprach.
Ford, der sich in der politischen Mitte positionierte, geriet als elder statesman häufiger mit dem konservativen Flügel seiner Partei in Streit. Neben den Forderungen nach einem strengeren Waffenrecht und der rechtlichen Anerkennung gleichgeschlechtlicher Ehen erregte er bei den Konservativen mit seiner Haltung zu Abtreibung, sozialen Fragen und Affirmative Action Widerspruch. Was Ford insbesondere vom rechten Flügel der Republikaner entfremdete, war seine Verteidigung von Bill Clinton im Amtsenthebungsverfahren wegen der Lewinsky-Affäre. Zwar fühlte sich Ford von Clintons Verhalten und dessen Lügen diesbezüglich abgestoßen, aber er sah in einer Amtsenthebung eine viel zu strenge Maßnahme. Stattdessen sprach er sich für einen offiziellen Tadel des Präsidenten durch den Kongress aus.
Ford starb am 26. Dezember 2006 in seinem Haus in Kalifornien. Ford war einer von sechs Expräsidenten, die über 90 Jahre alt wurden. Die anderen fünf waren John Adams, Herbert Hoover, Ronald Reagan, George Bush senior und Jimmy Carter (der als einziger 100 Jahre alt wurde).
Nach seinem Tod zogen rund 60.000 Menschen am Sarg vorbei, um ihm die letzte Ehre zu erweisen. Bei einem Staatsakt in Washington würdigte US-Präsident George W. Bush den Verstorbenen am 2. Januar 2007 als Mann mit Charakter, Mut und Bescheidenheit. Fords Grabstätte befindet sich in Grand Rapids im Bundesstaat Michigan auf dem Gelände des Gerald Ford Presidential Museum.
Wenige Tage nach Fords Ableben wurde bekannt, dass dieser sich in einem 2004 geführten Interview mit dem Journalisten Bob Woodward, der eine zentrale Rolle bei der Aufdeckung des Watergate-Skandals gespielt hatte, sehr kritisch zum Irakkrieg äußerte. In dem Gespräch äußerte Ford, George W. Bush und seine Regierung hätten bei der Rechtfertigung des Krieges schwere Fehler gemacht. Auf Fords Bitte sollte das Interview erst nach seinem Tod veröffentlicht werden.

## Nachwirkung und Rezeption

Porträt von Gerald Ford im Oval Office 1976

Obwohl Ford nur für zweieinhalb Jahre Präsident war und sowohl innen- wie auch außenpolitisch nur bedingt maßgebende Akzente setzen konnte, wird er heute in den USA überwiegend für seine Amtsführung nach der Watergate-Affäre gelobt. Nach der Meinung vieler Historiker gelang es Ford, das Vertrauen und die Integrität des Präsidentenamtes nach der Watergate-Affäre wiederherzustellen.
Ford wurde oft als linkisch und tollpatschig betrachtet. So glitt er 1975 bei seiner Ankunft in Salzburg auf der regennassen Gangway der Air Force One aus und schlitterte herab. Der damalige österreichische Bundeskanzler Bruno Kreisky half ihm anschließend auf. Bei anderen Gelegenheiten stieß der großgewachsene Ford mit seinem Kopf öfter gegen den Rahmen des Ausstiegs von Air Force One und rempelte Personen unabsichtlich an. Sein Verhalten wurde in zahlreichen Shows persifliert. Ein Beispiel dafür ist sein Auftritt in der Fernsehserie Die Simpsons. Er stolpert in der Szene gleichzeitig mit Homer Simpson über die Bordsteinkante und beide rufen gleichzeitig Homers berühmten Spruch „Nein!“ (im Original D’oh).

## Ehrungen
Am 11. August 1999 überreichte US-Präsident Bill Clinton Ford die Freiheitsmedaille, die höchste zivile Auszeichnung in den USA.
Am 3. Januar 2007, wenige Tage nach Fords Tod, wurde bekannt, dass der neueste Flugzeugträger der United States Navy den Namen Gerald R. Ford erhalten wird. Die Ford ist damit auch Typschiff der nach ihr benannten Gerald-R.-Ford-Klasse.

## Werke
- A Time To Heal. The Autobiography Of Gerald R. Ford. Harper & Row, New York City, 1979.

### Lebensläufe
- Gerald Ford im Biographical Directory of the United States Congress (englisch)
- Gerald R. Ford. whitehouse.gov, in: Frank Freidel, Hugh Sidey: The Presidents of the United States of America (englisch)
- Gerald R. Ford Biography. In: Gerald R. Ford Presidential Library and Museum (englisch)
- Gerald R. Ford Biography. In: Gerald R. Ford Presidential Foundation (englisch)

### Weitere
- Website der Präsidentenbibliothek (englisch)
- The American Presidency Project: Gerald R. Ford. Datenbank der University of California, Santa Barbara mit Reden und anderen Dokumenten aller amerikanischen Präsidenten (englisch)
- Al Tompkins: Gerald Ford Resources. In: Poynter.org, 27. Dezember 2006 (englisch)
- Special Report: Gerald R. Ford, 1913–2006. Zusammenstellung von Nachrufen. In: The Washington Post, 31. Dezember 2006 (englisch)